# Russula
Russula Pers. (gołąbek) – rodzaj grzybów należący do rodziny gołąbkowatych (Russulaceae).

## Charakterystyka
Grzyby kapeluszowe wytwarzające mięsiste owocniki. Należą do grzybów dużych i średnich, ich kapelusz ma średnicę 3–20 cm. Kapelusze są różnie ubarwione, gama kolorów u różnych gatunków obejmuje wszystkie barwy, niektóre gatunki są wielobarwne. Barwniki w nich zawarte łatwo jednak ulegają wypłukiwaniu podczas deszczów, co powoduje silne nieraz blaknięcie barw. Niezależnie od tego istnieje duża zmienność barw w obrębie gatunku. Powierzchnia jest naga, lepka lub mazista, przy małej wilgotności powietrza sucha i częściowo oszroniona. Miąższ zbudowany jest z kulistych komórek nie wydzielających tzw. „mleczka”. Hymenofor blaszkowy, a blaszki kruche (z wyjątkiem jednego gatunku) i zawsze jasne; białe, kremowe lub żółte. Są zazwyczaj wolne, lub zatokowato wycięte, czasami tylko nieco zbiegające do cylindrycznych lub maczugowatych trzonów. Zarodniki gołąbków są kuliste lub szerokoelipsoidalne, na powierzchni są brodawkowane (brodawki mogą być połączone siatkowatym wzorem), bez pory rostkowej. Wysyp zarodników jest biały, ochrowy lub żółty, amyloidalny.
Najbardziej charakterystyczną cechą gołąbków, odróżniającą je od innych kapeluszowych grzybów naziemnych jest kruchość ich miąższu, który nie jest włóknisty. Dzieje się tak dlatego, że ich miąższ zbudowany jest z dużych, niemal kulistych komórek zwanych sferocytami. Od spokrewnionych mleczajów (Lactarius) odróżniają się brakiem mleczka.
Gołąbki występują na wszystkich (z wyjątkiem Antarktydy) kontynentach, najliczniej na półkuli północnej w strefie klimatu umiarkowanego. Najwięcej gatunków opisano w Europie. Wszystkich gatunków z rodzaju Russula na świecie jest około 750, jednak ich liczba nie jest dokładnie określona, gdyż z jednej strony opisywane są nowe gatunki, z drugiej zaś niektóre z opisanych w świetle nowych ustaleń taksonomicznych są synonimami lub odmianami innych gatunków.

## Systematyka i nazewnictwo
Pozycja w klasyfikacji według Index Fungorum
Russulaceae, Russulales, Incertae sedis, Agaricomycetes, Agaricomycotina, Basidiomycota, Fungi.
Synonimy
- Agaricus trib. Russula (Pers.) Fr.
- Bucholtzia Lohwag 1924
- Cystangium Singer & A.H. Sm. 1961
- Dixophyllum Earle 1909
- Elasmomyces Cavara 1897
- Gymnomyces Massee & Rodway, in Massee 1898
- Hypochanum Kalchbr. 1876
- Lactarelis Earle 1909
- Macowania Kalchbr. ex Berk. 1876
- Macowanites Kalchbr. 1882
- Macowanites Kalchbr. 1875
- Martellia Mattir. 1900
- Omphalomyces Battarra 1755
- Omphalomyces Battarra ex Earle 1909
- Phaeohygrocybe Henn. 1901
- Russulina J. Schröt. 1889[5]

Gatunki występujące w Polsce:

- Russula acrifolia Romagn. 1997 – gołąbek ostroblaszkowy
- Russula adusta (Pers.) Fr. 1838 – gołąbek podpalany
- Russula aeruginea Lindblad ex Fr. 1863 – gołąbek białozielonawy
- Russula albonigra (Krombh.) Fr. 1874 – gołąbek białoczarny
- Russula alnetorum Romagn. 1956 – gołąbek olszowy
- Russula alutacea (Fr.) Fr. 1838 – gołąbek cukrówka
- Russula amethystina Quél. 1898 – gołąbek ametystowy
- Russula amoena Quél. 1881 – gołąbek powabny
- Russula amoenicolor Romagn. 1962 – gołąbek pięknobarwny
- Russula amoenolens Romagn. 1952 – gołąbek przyjemny
- Russula anthracina Romagn. 1962[6]
- Russula aquosa Leclair 1933 – gołąbek wodnisty
- Russula atroglauca Einhell. 1980[6]
- Russula atropurpurea (Krombh.) Britzelm. 1893 – gołąbek ciemnopurpurowy[7]
- Russula atrorubens Quél. 1898 – gołąbek czarnoczerwony
- Russula aurantiaca (Jul. Schäff.) Romagn. 1967 – gołąbek pomarańczowy
- Russula aurea Pers. 1796 – gołąbek złotawy
- Russula aurora Krombh. 1845 - gołąbek różowy[8], gołąbek jutrzenkowy
- Russula azurea Bres. 1882 – gołąbek lazurowy
- Russula badia Quél. 1881 – gołąbek brunatny
- Russula betularum Hora 1960 – gołąbek brzozowy
- Russula brunneoviolacea Crawshay 1930 – gołąbek brunatnofioletowy
- Russula caerulea Fr. 1838 – gołąbek błękitny
- Russula campestris (Romagn.) Romagn. 1967[9]
- Russula candidissima J.M. Vidal, Pasabán & Chachuła 2019[6]
- Russula carpini R. Girard & Heinem. 1956[6] - gołąbek grabowy[9]
- Russula cavipes Britz. 1893 – gołąbek komorowaty
- Russula cerea (Soehner) J.M. Vidal 2019[6]
- Russula cessans A. Pearson 1950[6] - gołąbek zapoznany[2]
- Russula cicatricata Romagn. ex Bon 1987[6]
- Russula chloroides (Krombh.) Bres. 1900 – gołąbek wąskoblaszkowy
- Russula claroflava Grove 1888 – gołąbek jasnożółty
- Russula consobrina (Fr.) Fr. 1838 – gołąbek rdzawoszary
- Russula cremeoavellanea Singer 1936 – gołąbek kremowoorzechowy
- Russula cuprea Krombh. 1845 – gołąbek miedziany
- Russula curtipes F.H. Møller & Jul. Schäff. 1935 – gołąbek krótkonogi
- Russula cyanoxantha (Schaeff. Fr.) 1863 – gołąbek zielonawofioletowy
- Russula decipiens (Singer) Bon 1985[6] – gołąbek zapomniany
- Russula decolorans (Fr.) Fr. 1838 – gołąbek płowiejący
- Russula delica Fr. 1838 – gołąbek smaczny
- Russula densifolia Secr. ex Gillet 1876 – gołąbek gęstoblaszkowy
- Russula emetica (Schaeff.) Pers. 1796 – gołąbek wymiotny
- Russula emeticicolor Jul. Schäff. 1937 – gołąbek różowoczerwony
- Russula exalbicans (Pers.) Melzer & Zvára 1928[9]
- Russula faginea Romagn. 1967 – gołąbek bukowy
- Russula farinipes Romell 1893 – gołąbek mączysty
- Russula favrei M.M. Moser 1979
- Russula fellea (Fr.) Fr. 1838 – gołąbek żółciowy
- Russula firmula Jul. Schäff. 1940 – gołąbek brązowofioletowawy
- Russula foetens Pers. 1796 – gołąbek śmierdzący
- Russula fragilis Fr. 1838 – gołąbek kruchy
- Russula fragrantissima Romagn. 1967[6]
- Russula fuscorubroides Bon 1976[6]
- Russula gilva Zvára 1928 – gołąbek płowy
- Russula gracillima Jul. Schäff. 1931 – gołąbek najdelikatniejszy
- Russula grata Britzelm. 1893– gołąbek gorzkomigdałowy
- Russula graveolens Romell 1885[6]
- Russula grisea Fr. 1838 – gołąbek szary
- Russula heterophylla (Fr.) Fr. 1838 – gołąbek oliwkowozielony
- Russula hydrophila Horniček 1958[6][10]
- Russula illota Romagn. 1954[6] – gołąbek brudny
- Russula innocua (Singer) Romagn. ex Bon 1982 – gołąbek szmaragdowy
- Russula integra (L.) Fr. 1838 – gołąbek słodkawy
- Russula intermedia P. Karst. 1888 – gołąbek czerwonopomarańczowy[11]
- Russula ionochlora Romagn. 1952 – gołąbek fiołkowozielony
- Russula laccata Huijsman 1955 – gołąbek norweski
- Russula laeta Jul. Schäff. 1952 – gołąbek czerwonobrzegi
- Russula lilacea Quél. 1877 – gołąbek liliowy
- Russula livescens (Batsch) Bataille 1908 – gołąbek ciemniejący
- Russula luteotacta Rea 1922 – gołąbek żółknący
- Russula maculata Quél. 1878 – gołąbek plamisty
- Russula mattiroloana (Cavara) T. Lebel 2017 – tzw. liściogrzyb brązowiejący
- Russula medullata Romagn. 1997[6] – gołąbek pośredni[2]
- Russula melitodes Romagn. 1943[6]
- Russula melzeri Zvára 1927 – gołąbek czeski
- Russula mollis Quél. 1883[12] – gołąbek miękki
- Russula mustelina Fr. 1838 – gołąbek kunowy
- Russula nana Killerm. 1939[6]
- Russula nauseosa (Pers.) Fr. 1838 – gołąbek prążkowany
- Russula nitida (Pers.) Fr. 1838 – gołąbek lśniący
- Russula nobilis Velen. 1920 – gołąbek buczynowy
- Russula ochroleuca Fr. 1838 – gołąbek brudnożółty
- Russula odorata Romagn. 1950[6] – gołąbek wonny[2]
- Russula olivacea (Schaeff.) Fr. 1838 – gołąbek oliwkowy
- Russula pallidospora J. Blum ex Romagn. 1967 – gołąbek jasnozarodnikowy
- Russula paludosa Britzelm. 1891 – gołąbek błotny
- Russula parazurea Jul. Schäff. 1931 – gołąbek chmurny
- Russula pascua (F.H. Møller & Jul. Schäff.) Kühner 1975 – gołąbek alpejski
- Russula pectinata Fr. 1838 – gołąbek grzebieniasty
- Russula pectinatoides Peck 1907 – gołąbek przykry
- Russula pelargonia Niolle 1941 – gołąbek pelargoniowy
- Russula persicina Krombh. 1845 – gołąbek brzoskwiniowy
- Russula piceetorum Singer 1963[12] – gołąbek świerkowy
- Russula plumbeobrunnea Jurkeit & Schößler 2010[6]
- Russula postiana Romell 1911[6]
- Russula pseudoraoultii Ayel & Bidaud 1996[6]
- Russula pseudodelica J.E. Lange 1926 – gołąbek białożółtawy
- Russula pseudointegra Arnould & Goris 1907 – gołąbek rumiany
- Russula pseudo-olivascens Kärcher 2002 – gołąbek spękanobrzegi[13]
- Russula puellaris Fr. 1838 – gołąbek skromny
- Russula pungens Beardslee 1918 – gołąbek czerwony
- Russula queletii Fr. 1872 – gołąbek agrestowy
- Russula raoultii Quél. 1886 – gołąbek białocytrynowy
- Russula recondita Melera & Ostellari 2016[6]
- Russula rhodopus Zvára 1928 – gołąbek czerwononogi
- Russula risigallina (Batsch) Sacc. 1915 – gołąbek zmiennobarwny
- Russula romellii Maire 1910[6] – gołąbek Romella[2]
- Russula rosea Pers. 1796 – gołąbek śliczny
- Russula roseipes Secr. ex Bres. 1883 – gołąbek różowotrzonowy
- Russula saliceticola (Singer) Kühner ex Knudsen & T. Borgen 1982 – gołąbek wierzb alpejskich
- Russula sanguinea Fr. 1838 – gołąbek krwisty
- Russula sapinea Sarnari 1994[6]
- Russula sardonia Fr. 1838 – gołąbek czerwonofioletowy
- Russula schaefferi Kärcher 1996[6]
- Russula sericatula Romagn. 1958[9]
- Russula silvestris (Singer) Reumaux 1996 – gołąbek wiśniowoczerwony[14]
- Russula solaris Ferd. & Winge 1924 – gołąbek słoneczny
- Russula sororia (Fr.) Romell 1891 – gołąbek piekący
- Russula sphagnophila Kauffman 1909 – gołąbek torfowcolubny
- Russula subfoetens W.G. Sm. 1873 – gołąbek niemiły
- Russula sublevispora (Romagn.) Kühner & Romagn. 1967[9]
- Russula subrubens (J.E. Lange) Bon 1972[6]
- Russula subterfurcata Romagn. 1967[9]
- Russula torulosa Bres. 1929 – gołąbek poduchowaty[15]
- Russula turci Bres. 1882 – gołąbek turecki
- Russula velenovskyi Melzer & Zvára 1928 – gołąbek ceglastoczerwony
- Russula versatilis Romagn. 1962[9]
- Russula versicolor Jul. Schäff. 1931 – gołąbek różnobarwny
- Russula vesca Fr. – gołąbek wyborny
- Russula veternosa Fr. 1836 – gołąbek opuchły
- Russula vinosa Lindblad 1901 – gołąbek winnoczerwony
- Russula vinosobrunnea (Bres.) Romagn. 1967 – gołąbek winnobrązowy
- Russula vinosopurpurea Jul. Schäff. 1938 – gołąbek winnopurpurowy
- Russula violacea Quél. 1883 – gołąbek fioletowy
- Russula violaceoincarnata Knudsen & T. Borgen 1992[6]
- Russula violeipes Quél. 1898 – gołąbek fiołkowonogi
- Russula virescens (Schaeff.) Fr. 1836 – gołąbek zielonawy
- Russula viscida Kudřna 1928 – gołąbek lepki
- Russula xerampelina (Schaeff.) Fr. 1838 – gołąbek śledziowy
- Russula zonatula Ebbesen & Jul. Schäff. 1952 – gołąbek bukolubny
- Russula zvarae Velen. 1922[6]

Nazwy naukowe na podstawie Index Fungorum. Wykaz gatunków i nazwy polskie według Władysława Wojewody (bez przypisów) i innych (z przypisami).

## Znaczenie
Wszystkie gołąbki są grzybami mykoryzowymi. Większość gatunków to grzyby jadalne, niektóre są niejadalne z powodu gorzkiego smaku. Wśród gatunków występujących w Europie żaden nie jest silnie trujący, tylko nieliczne gatunki mogą powodować zaburzenia żołądkowo-jelitowe. W Japonii jednak występuje silnie trujący Russula subnigricans. W przypadku gołąbków ich przydatność do spożycia rozpoznaje się po smaku: gołąbki o smaku gorzkim lub piekącym są albo niejadalne, albo trujące, do spożycia nadają się tylko gołąbki o łagodnym smaku. Test smakowy dotyczy tylko gołąbków, innych grzybów trujących nie można odróżnić po smaku.

## Galeria zdjęć

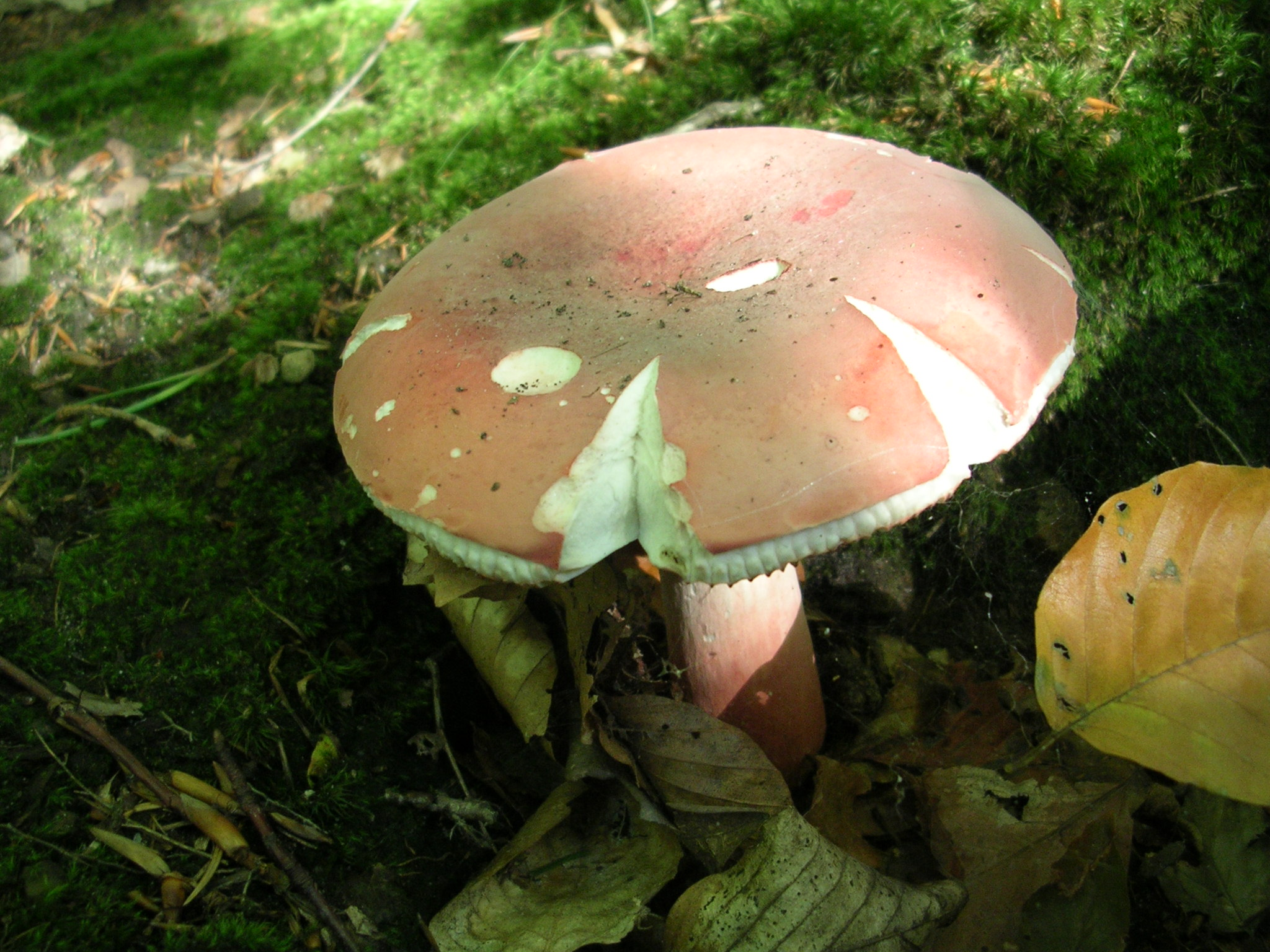
Gołąbek agrestowy
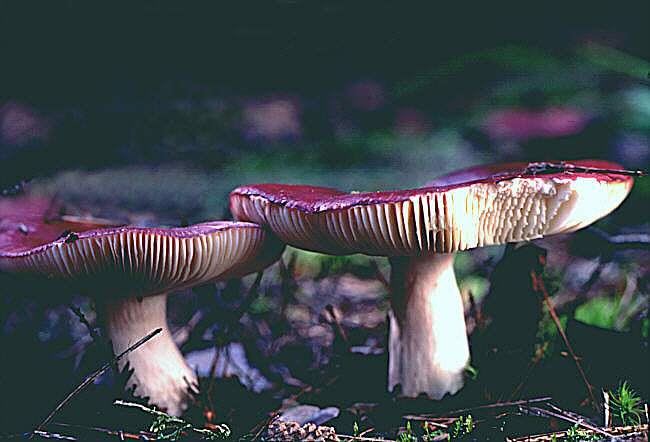
Gołąbek ametystowy
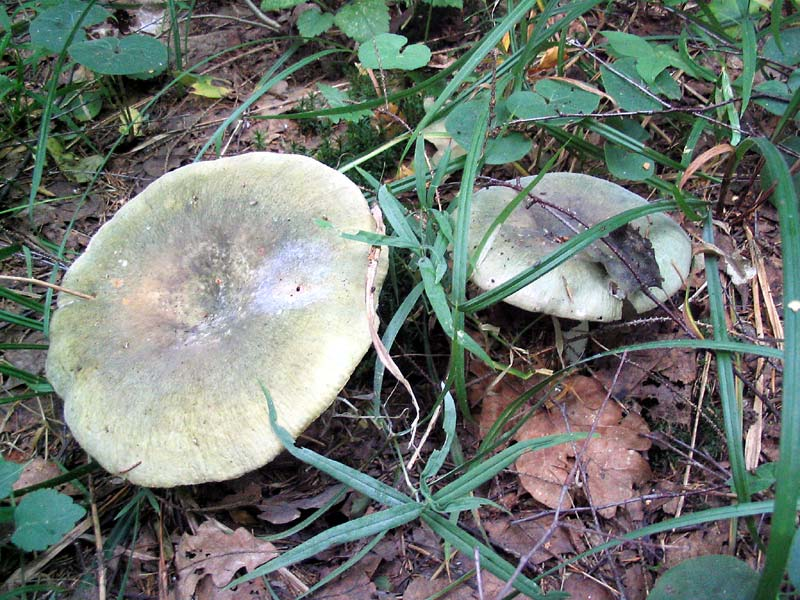
Gołąbek białozielonawy
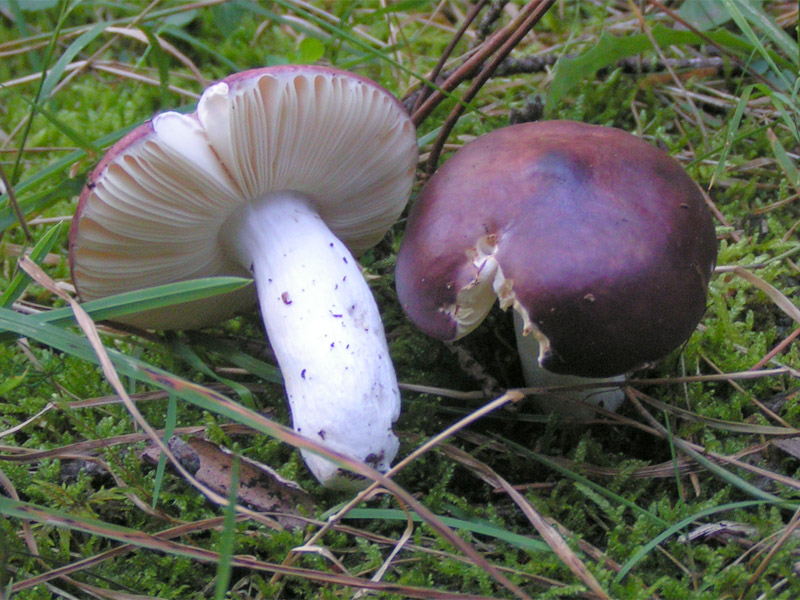
Gołąbek błękitny
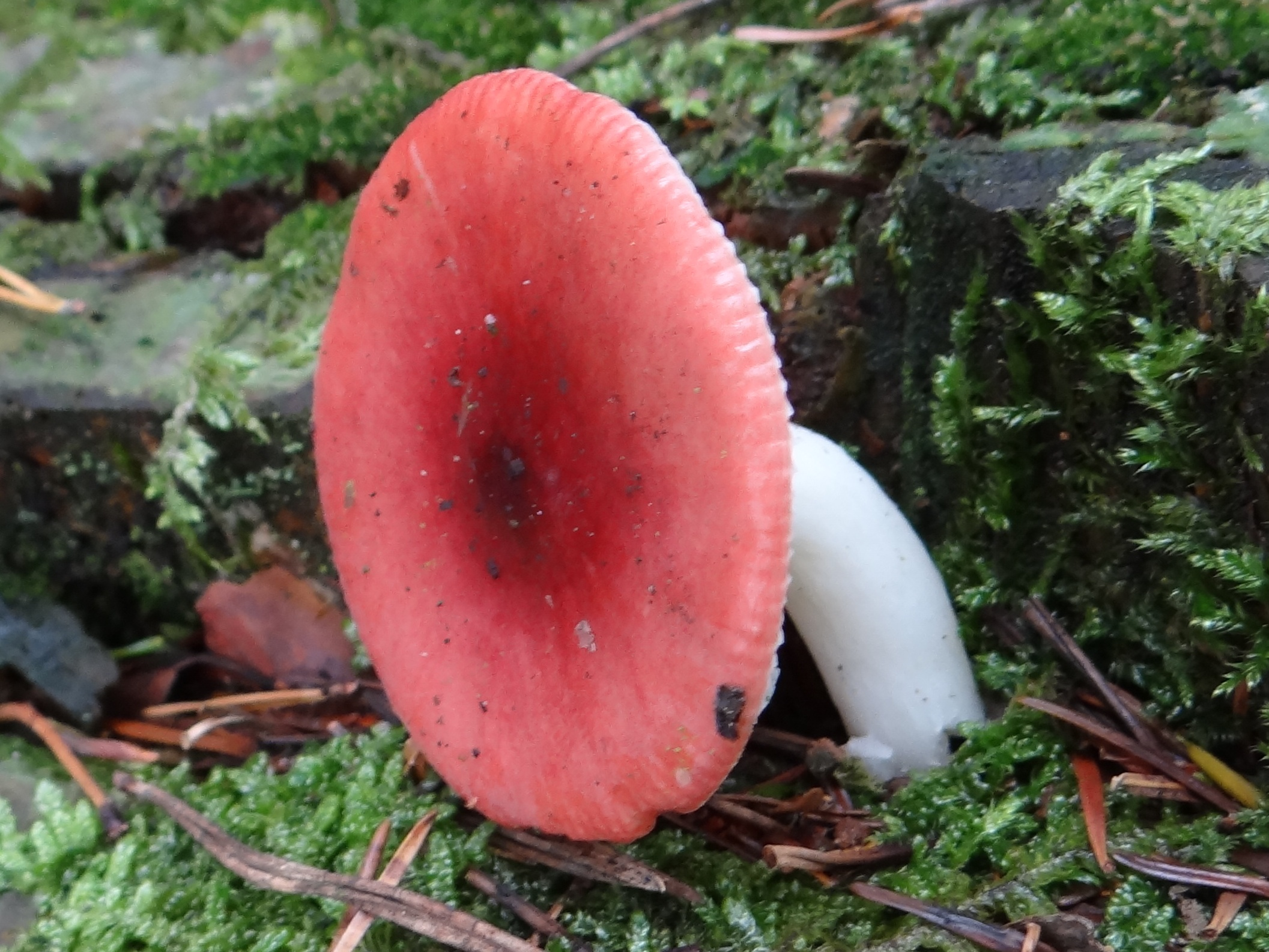
Gołąbek błotny
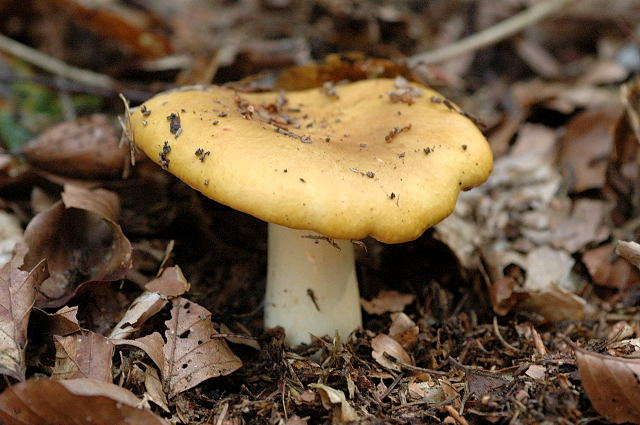
Gołąbek brudnożółty
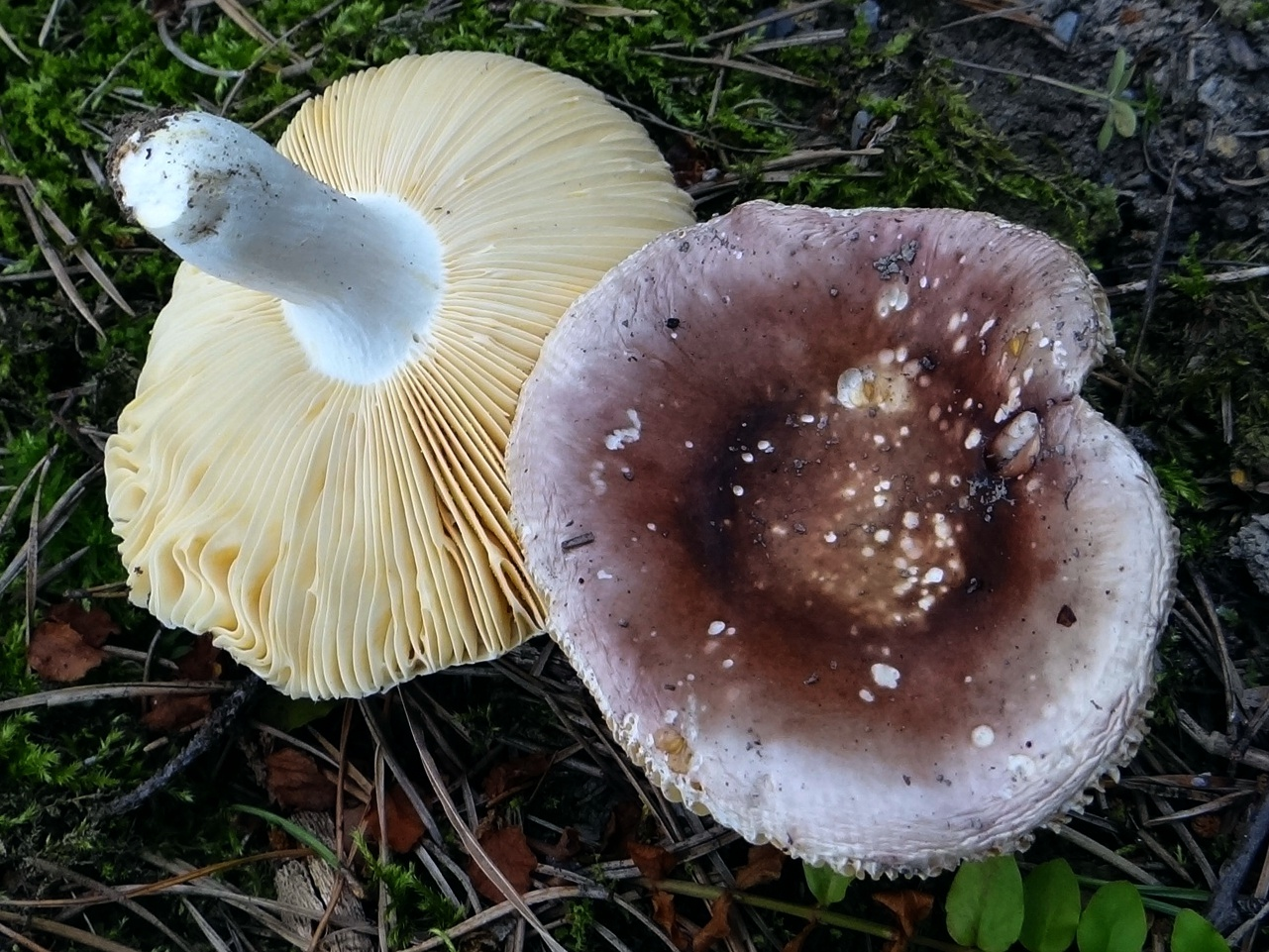
Gołąbek brunatnofioletowy
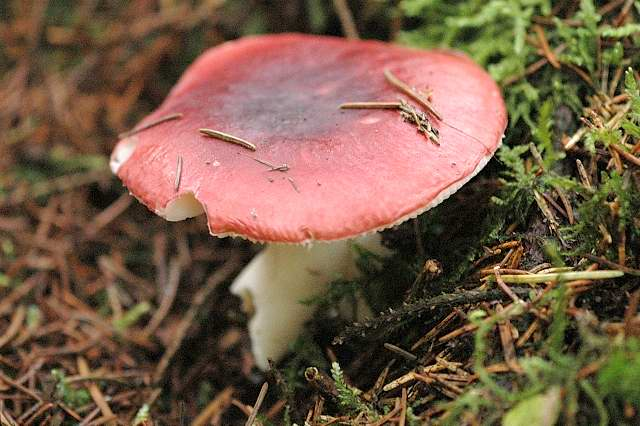
Gołąbek brunatny
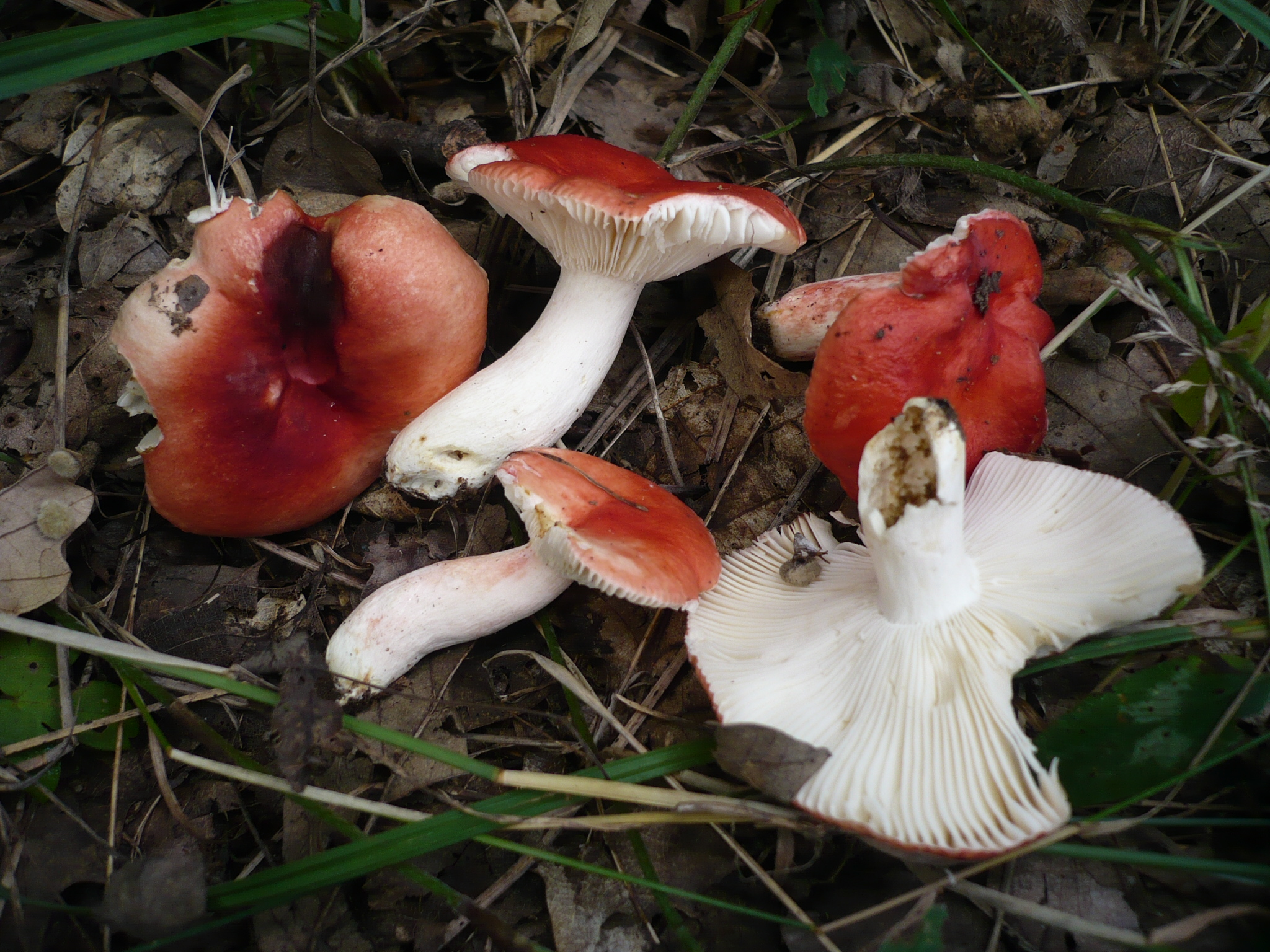
Gołąbek brzoskwiniowy
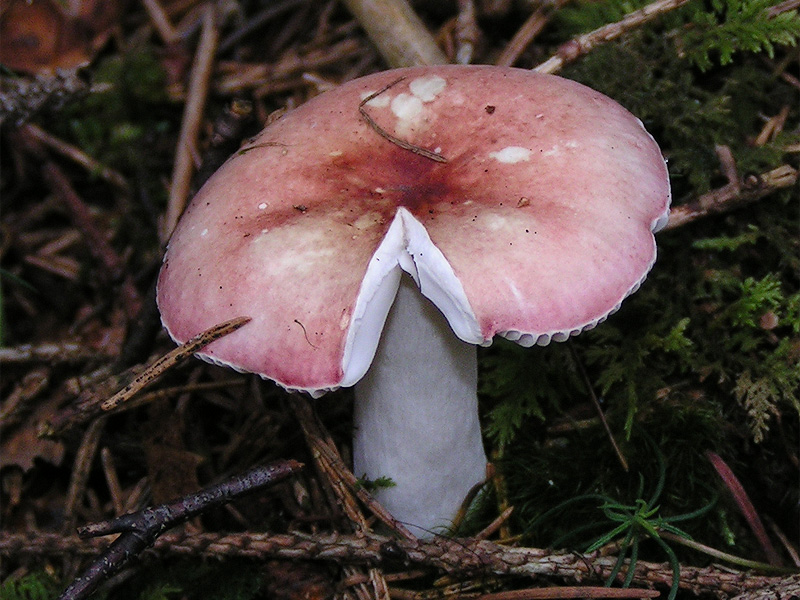
Gołąbek brzozowy
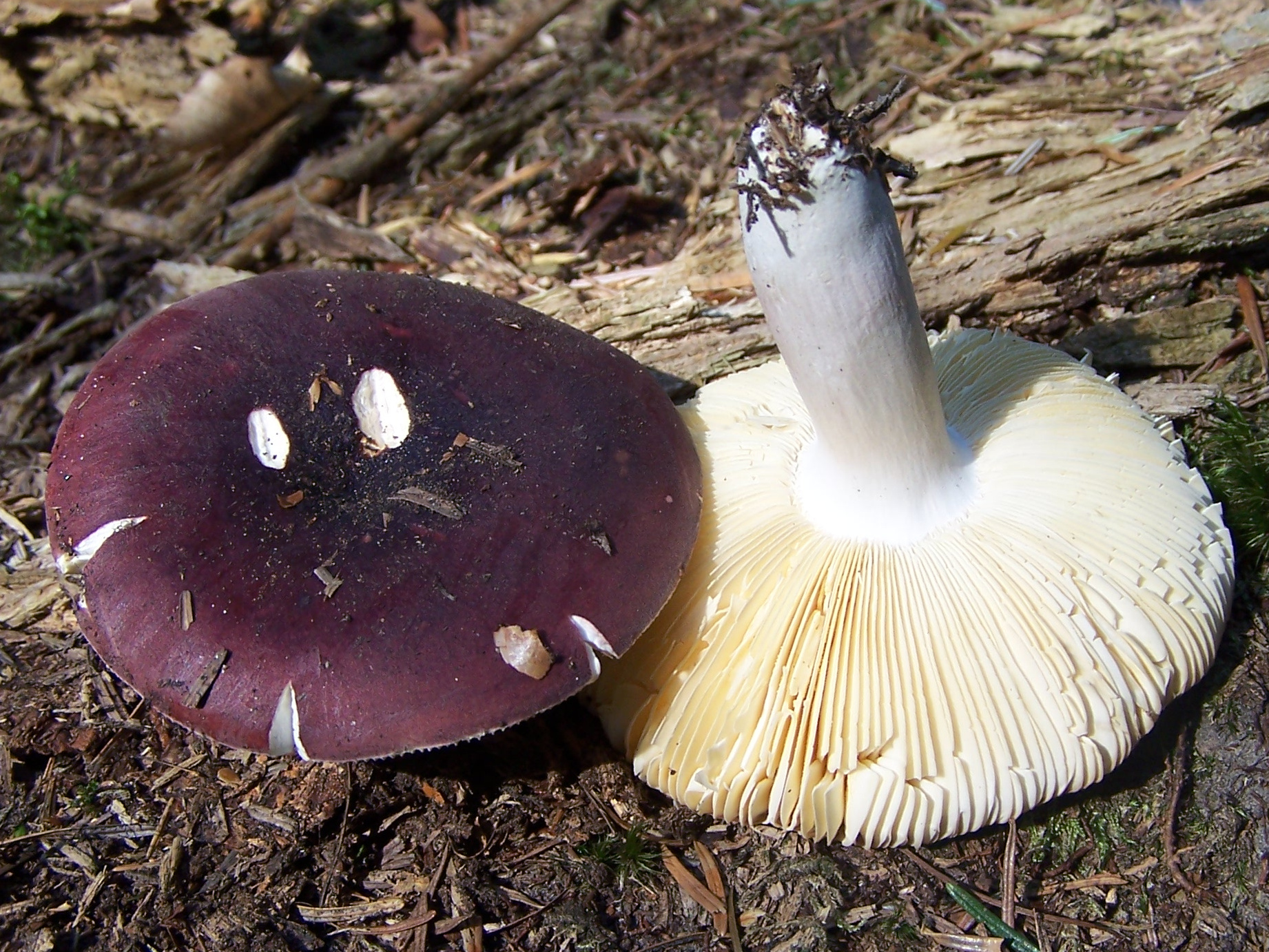
Gołąbek ciemnopurpurowy
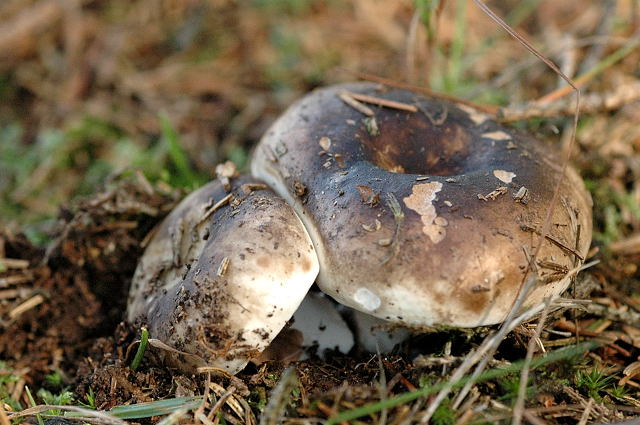
Gołąbek czarniawy
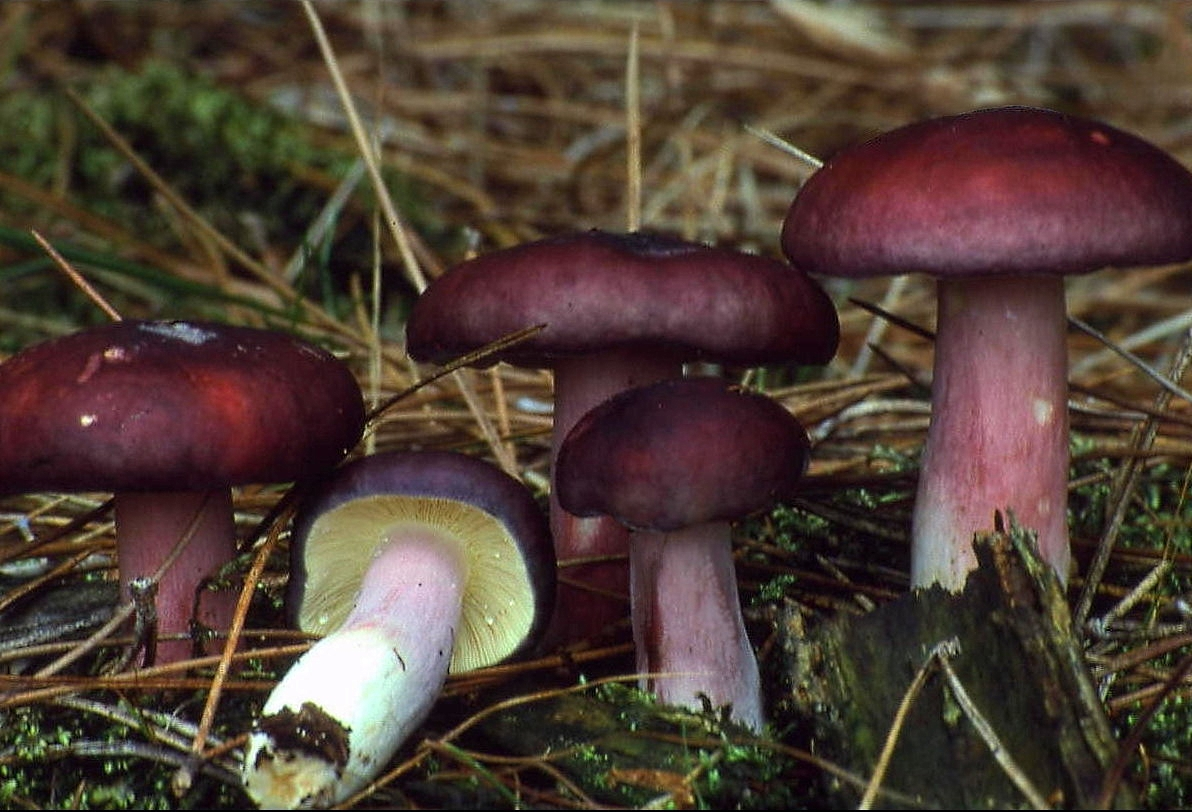
Gołąbek czerwonofioletowy
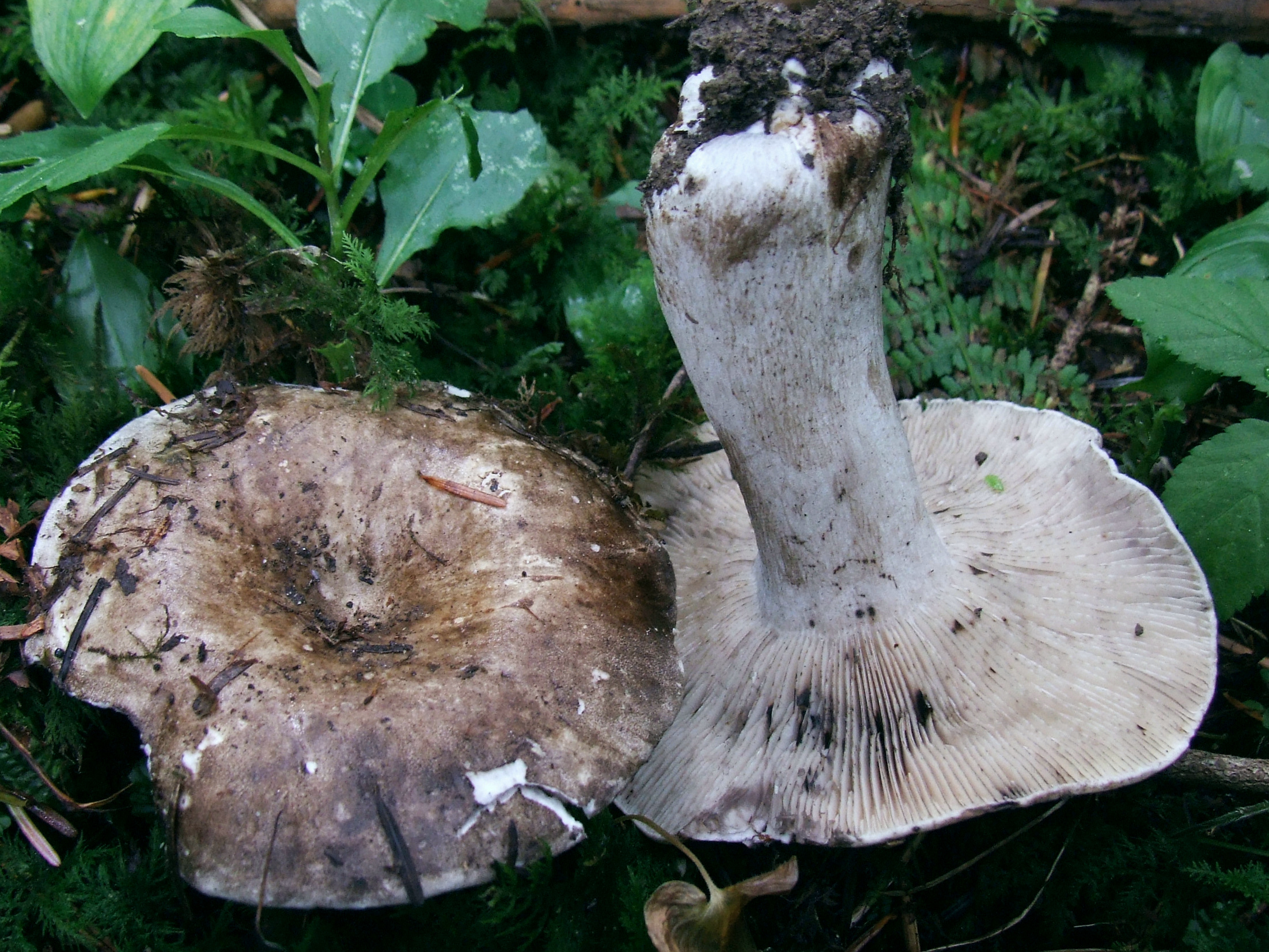
Gołąbek gęstoblaszkowy
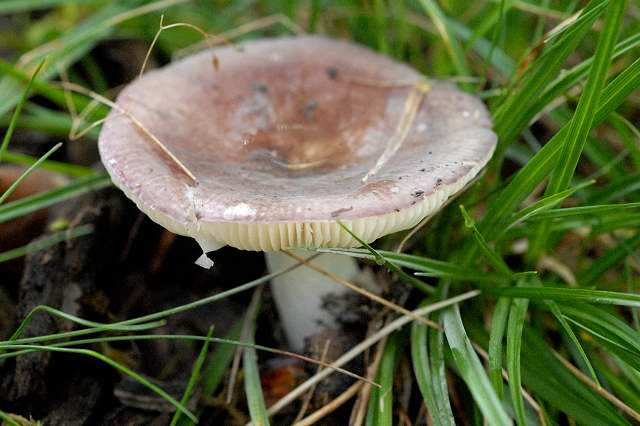
Gołąbek fiołkowozielony
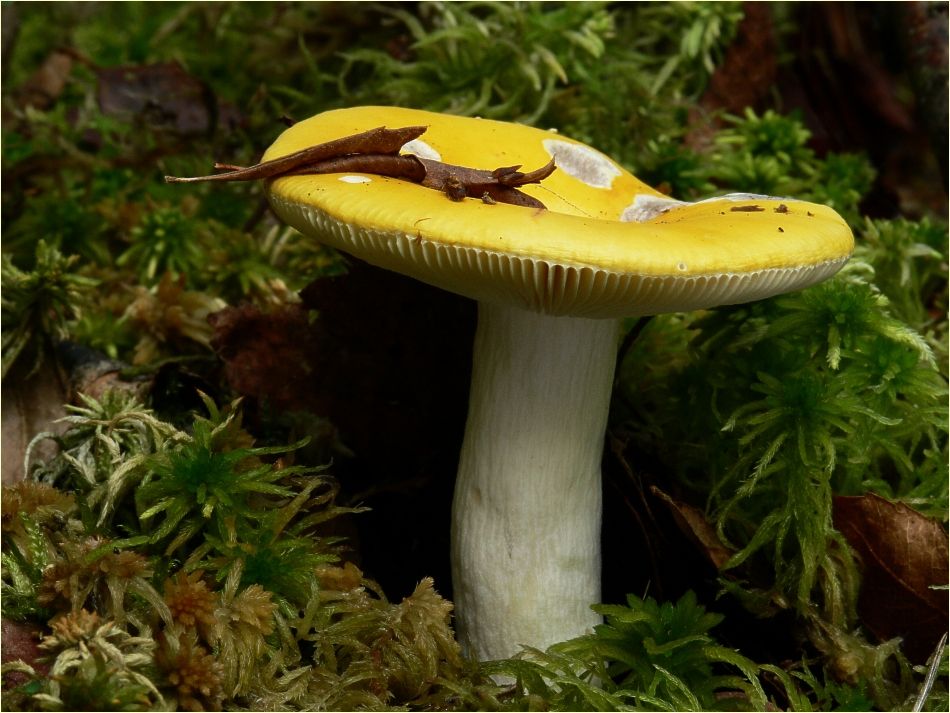
Gołąbek jasnożółty
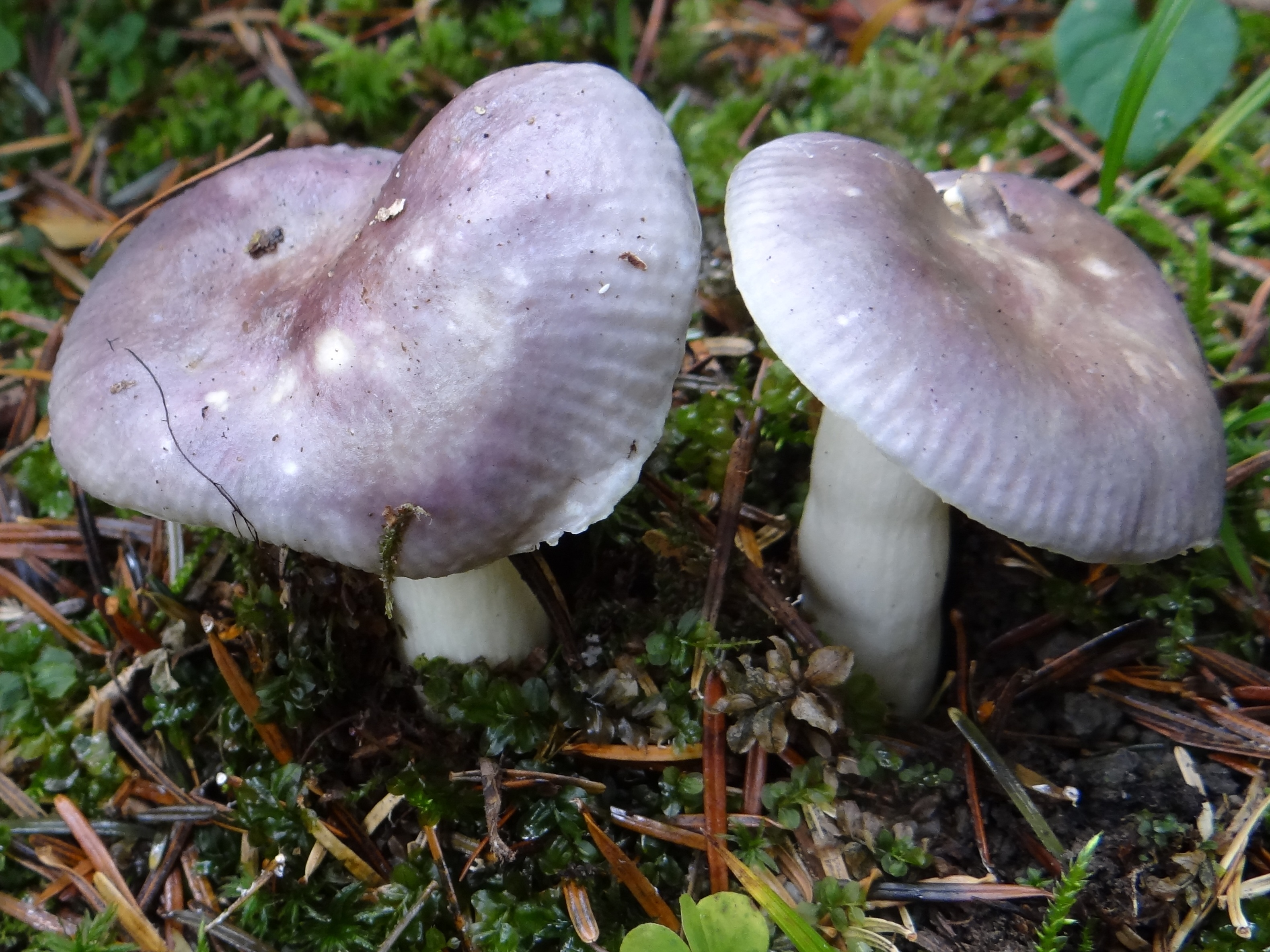
Gołąbek komorowaty
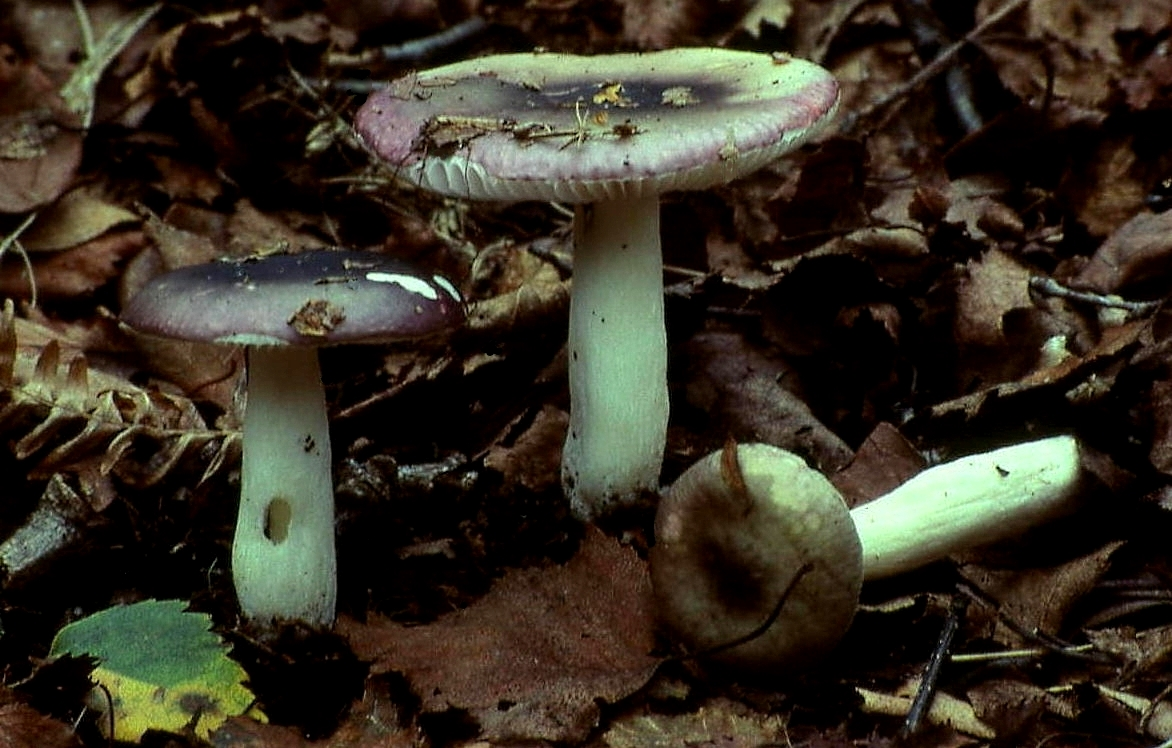
Gołąbek kruchy
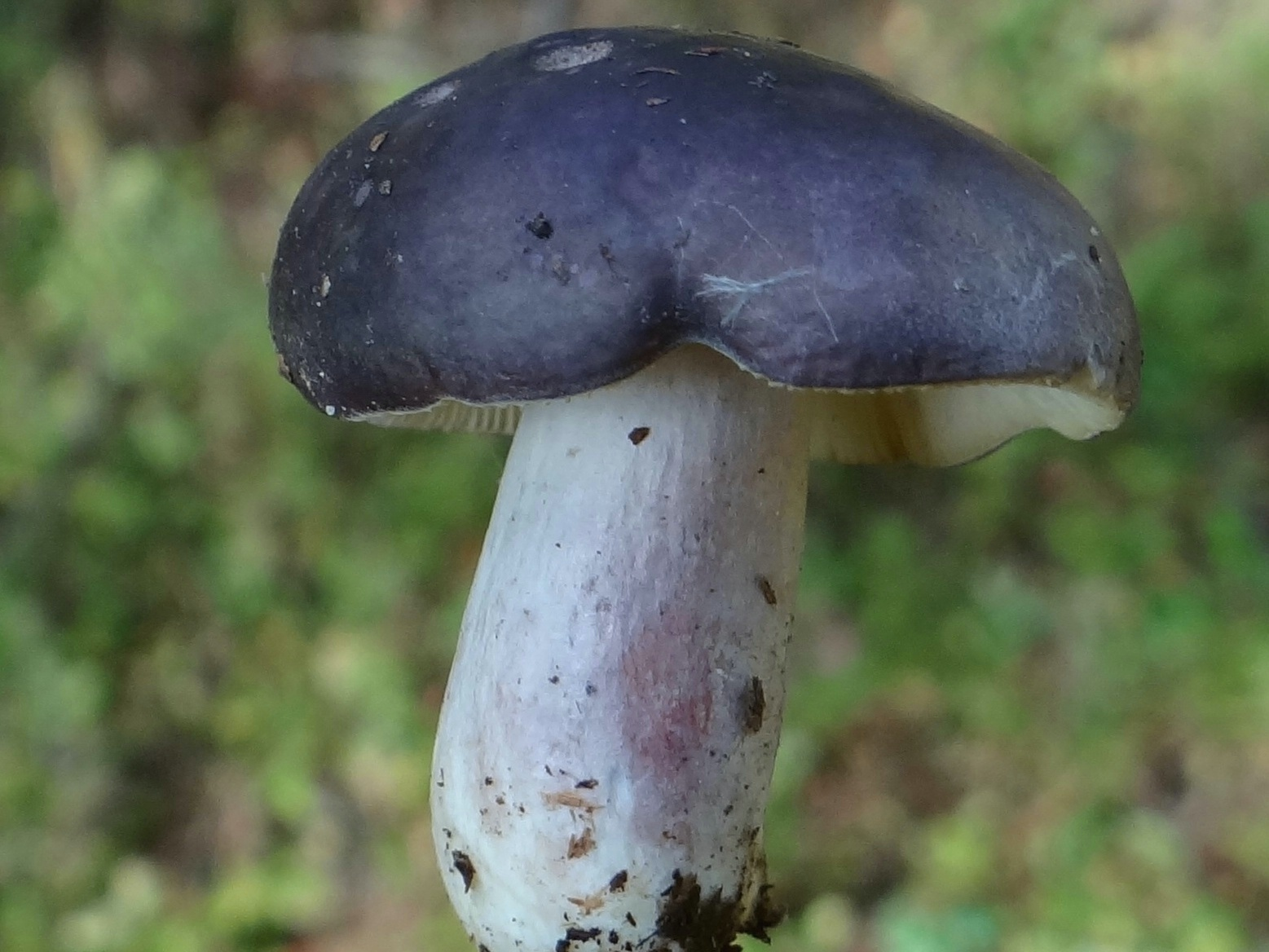
Gołąbek lazurowy
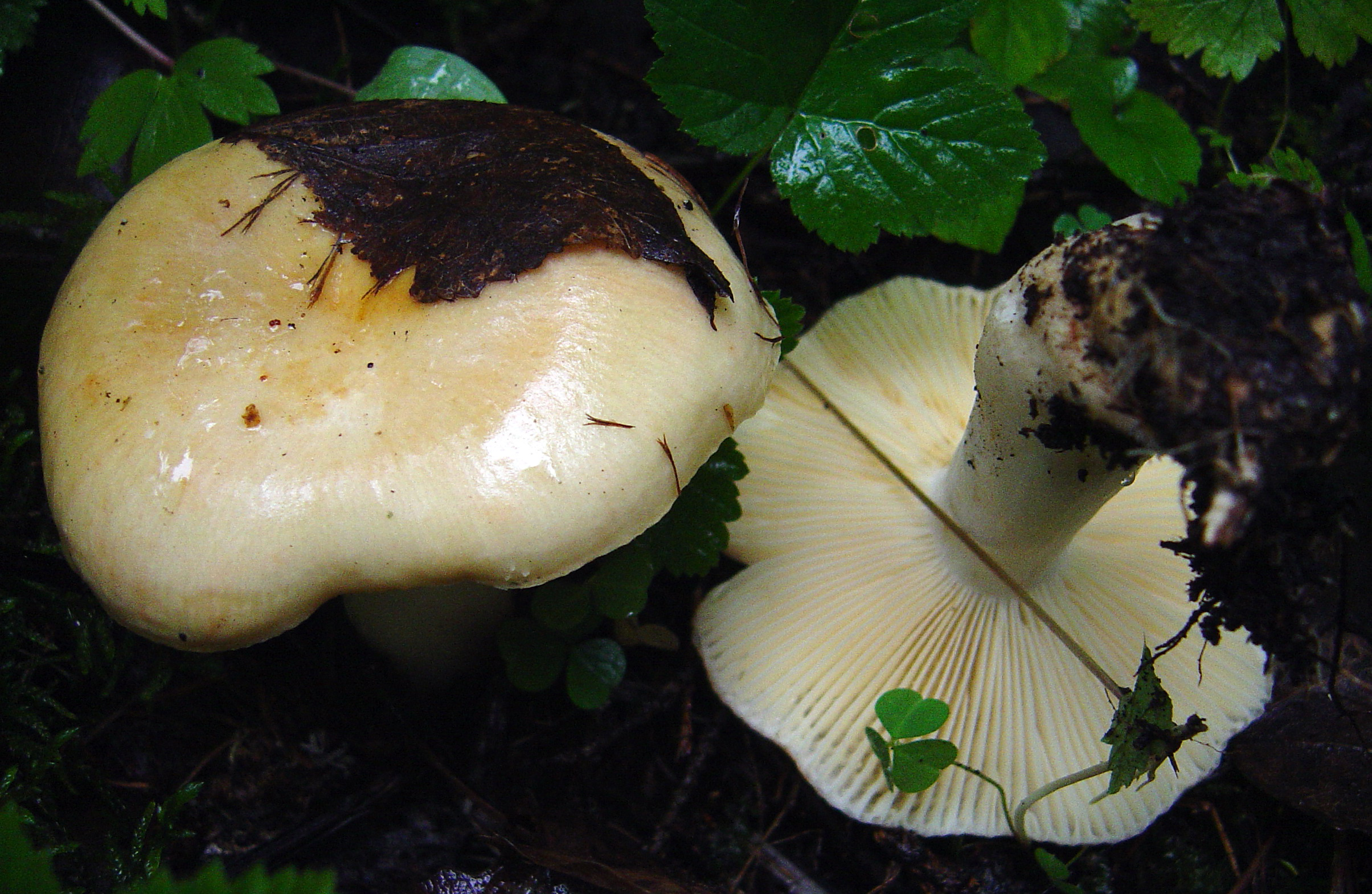
Gołąbek lepki
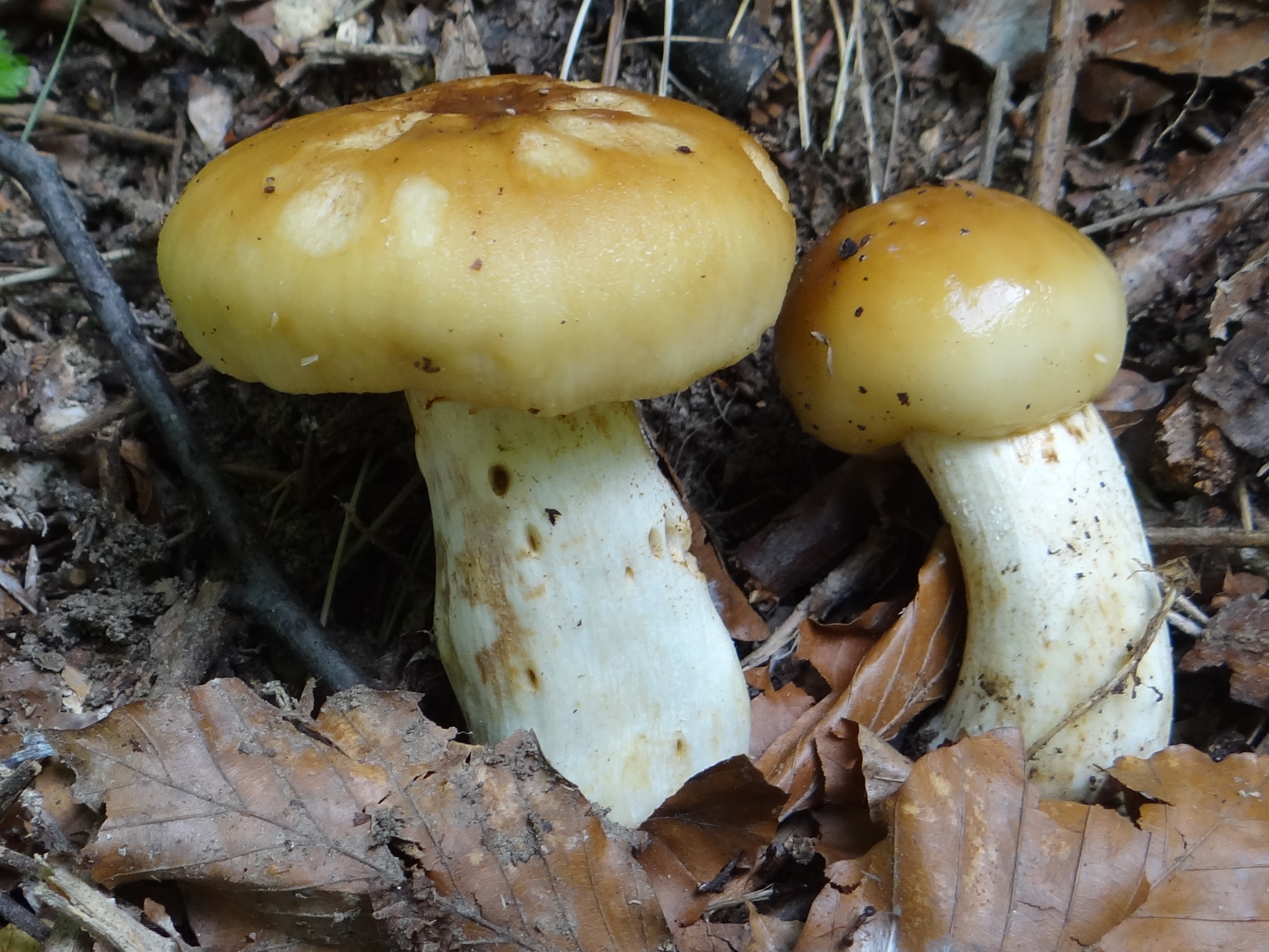
Gołąbek niemiły
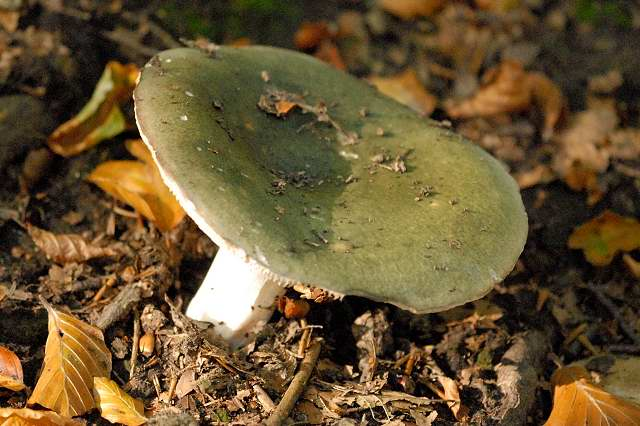
Gołąbek oliwkowozielony
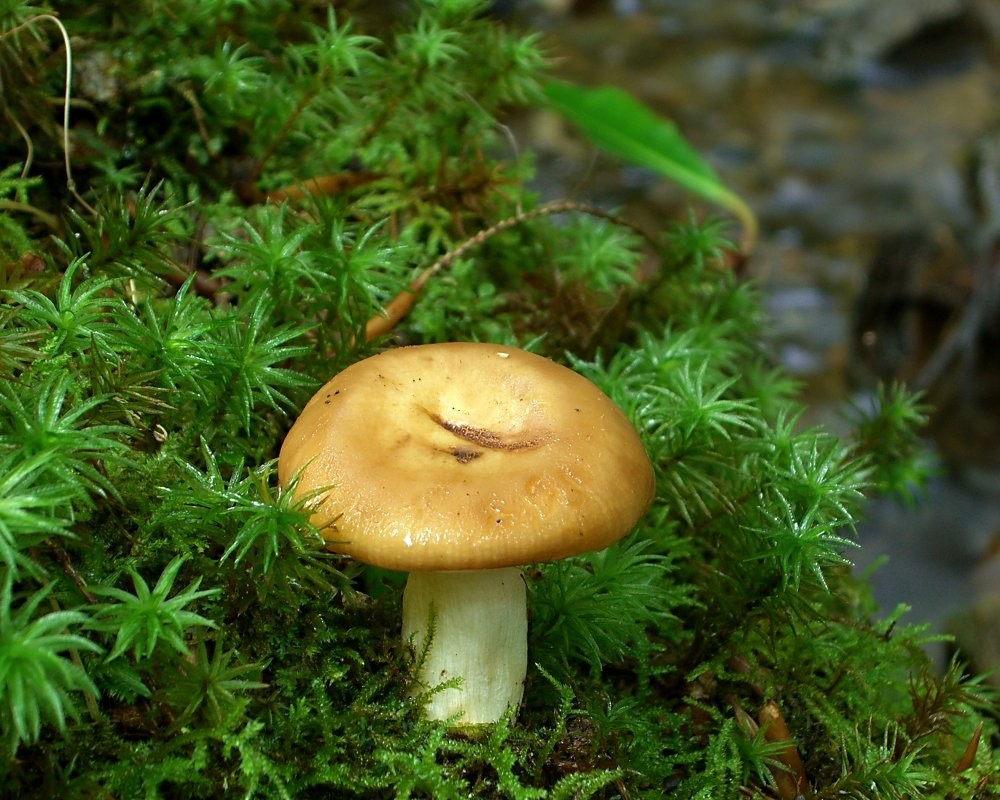
Gołąbek piekący
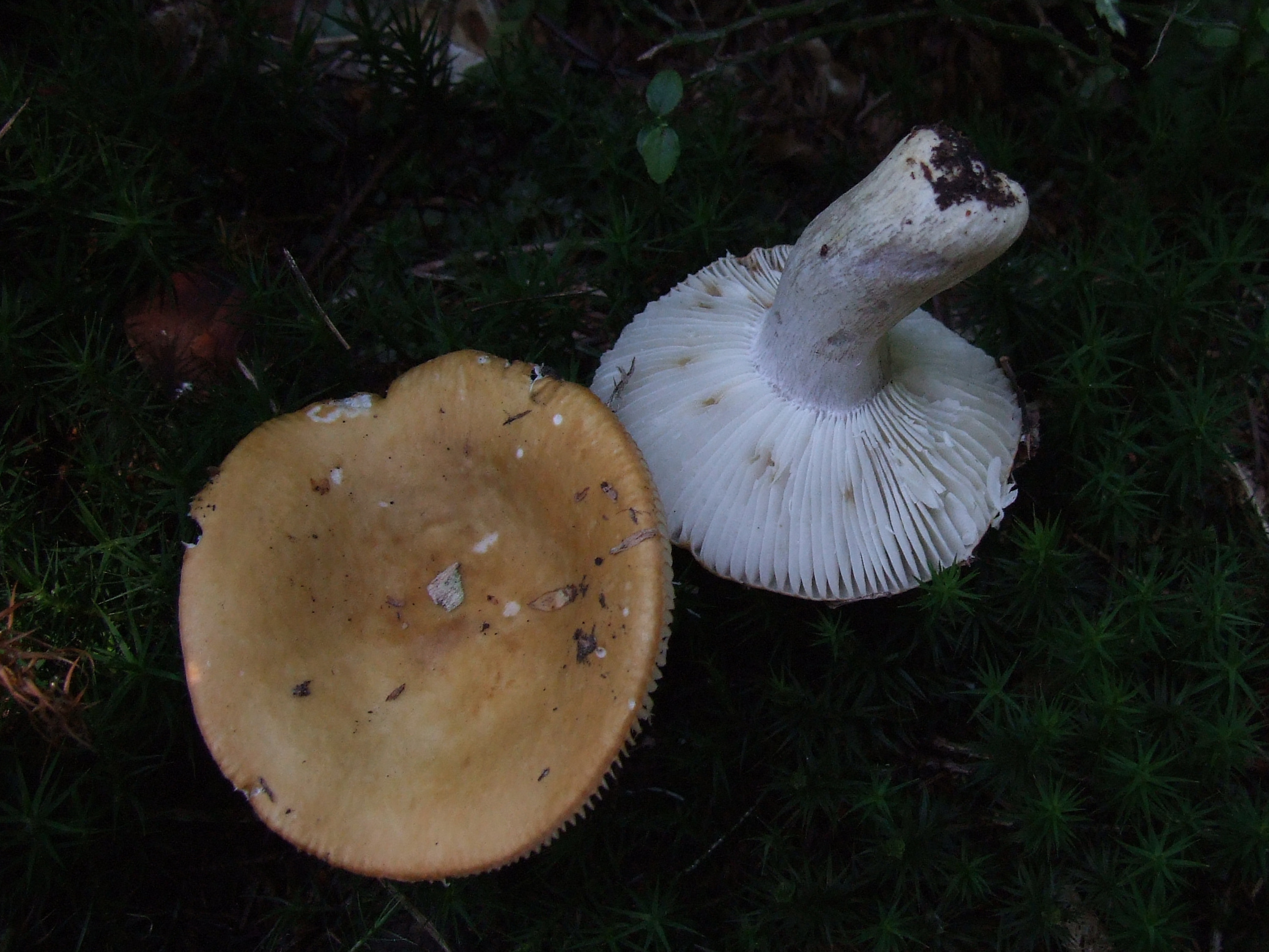
Gołąbek płowiejący
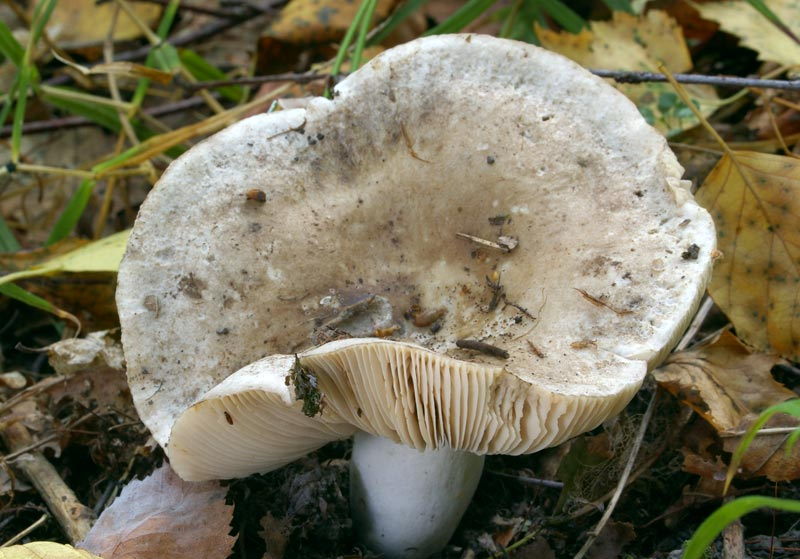
Gołąbek podpalany
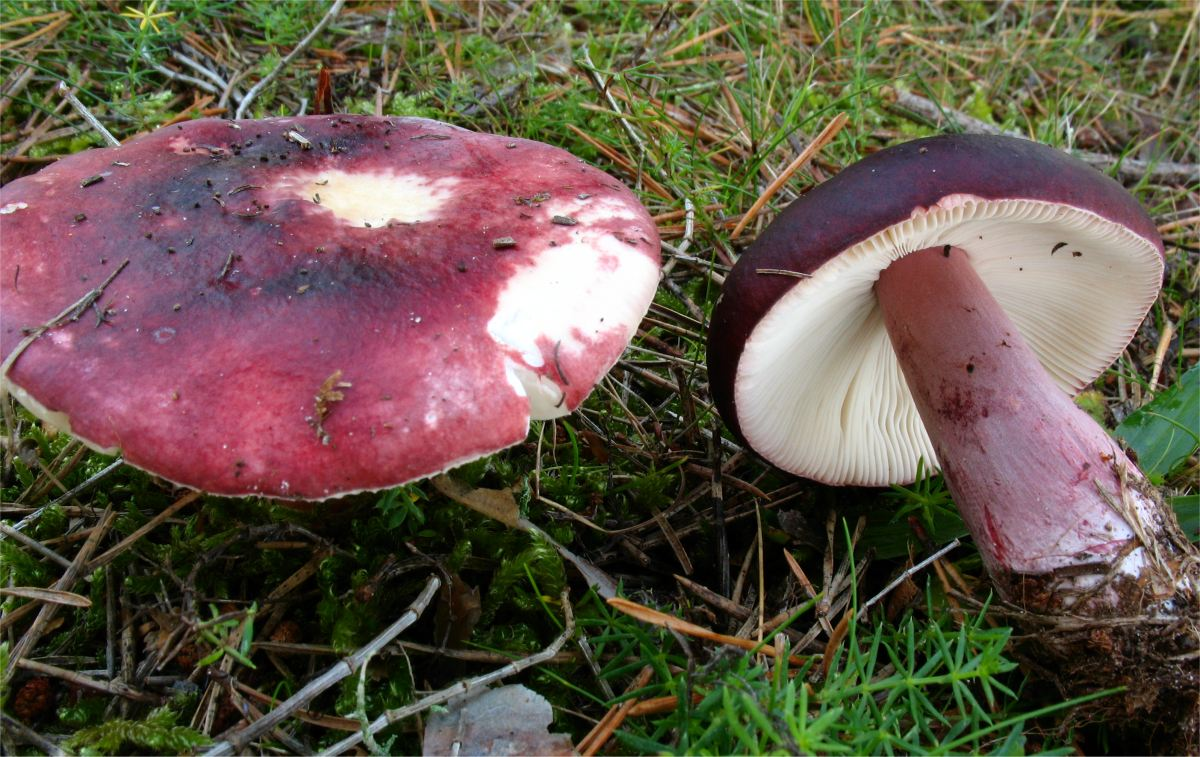
Gołąbek poduchowaty
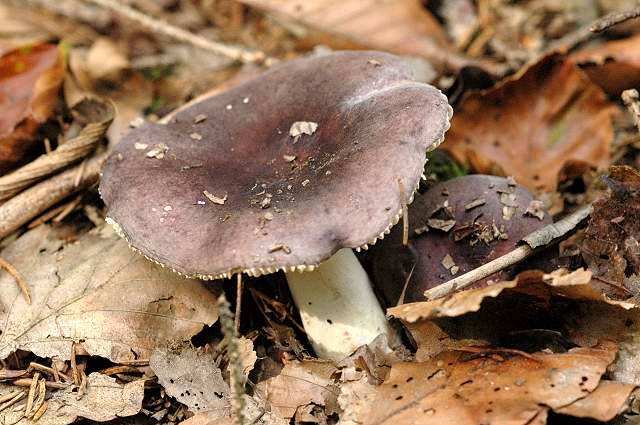
Gołąbek powabny
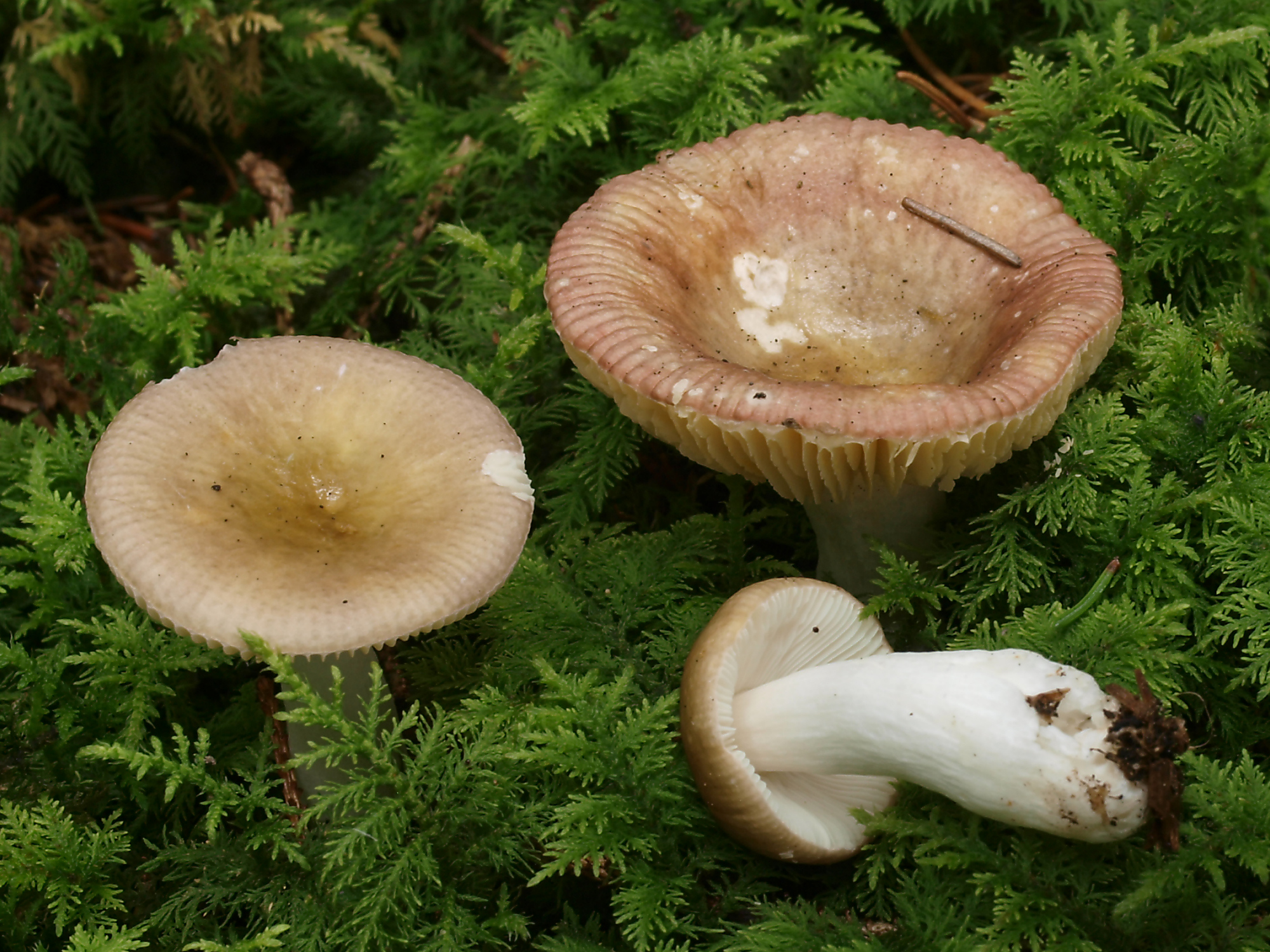
Gołąbek prążkowany
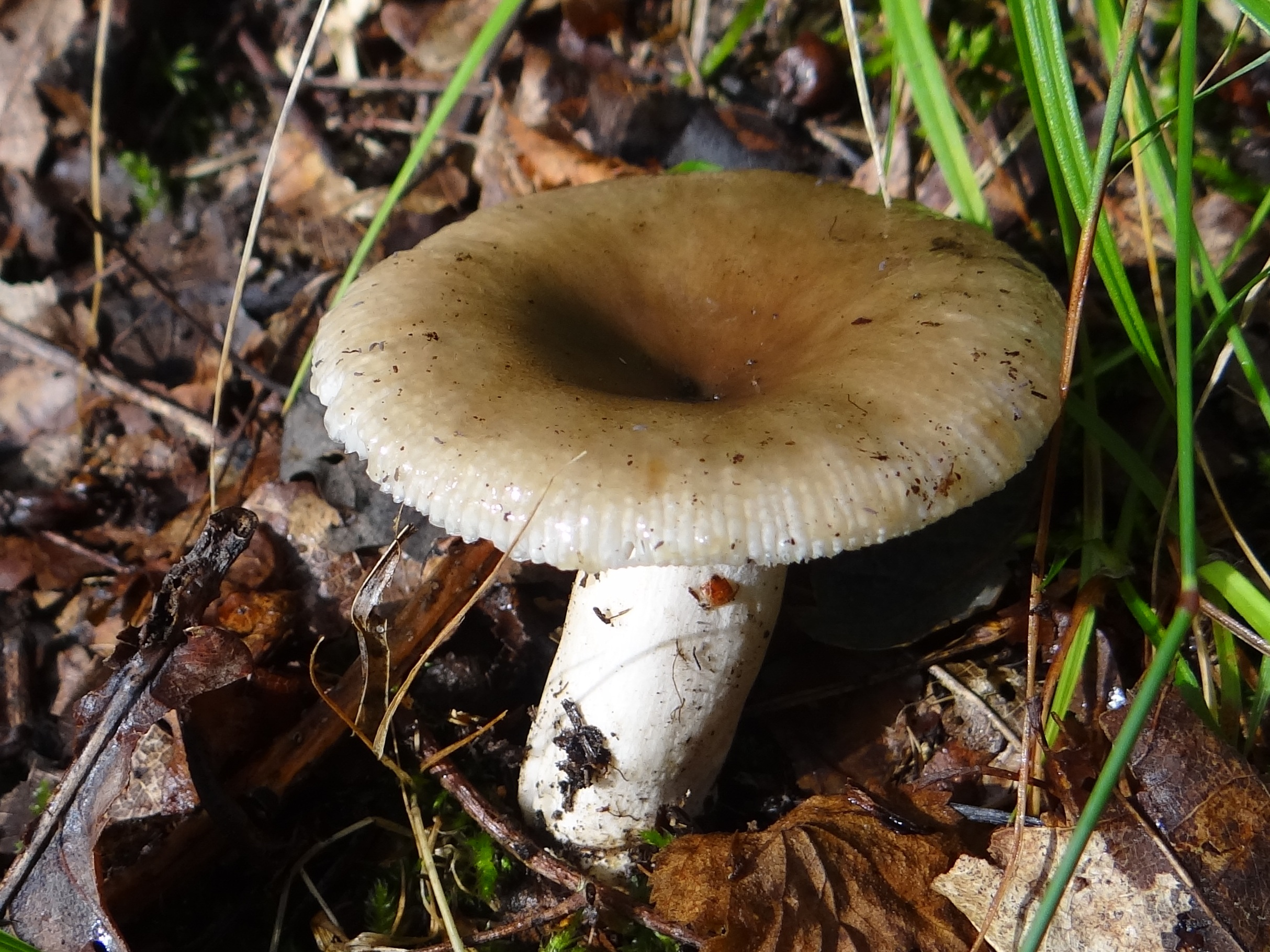
Gołąbek przykry
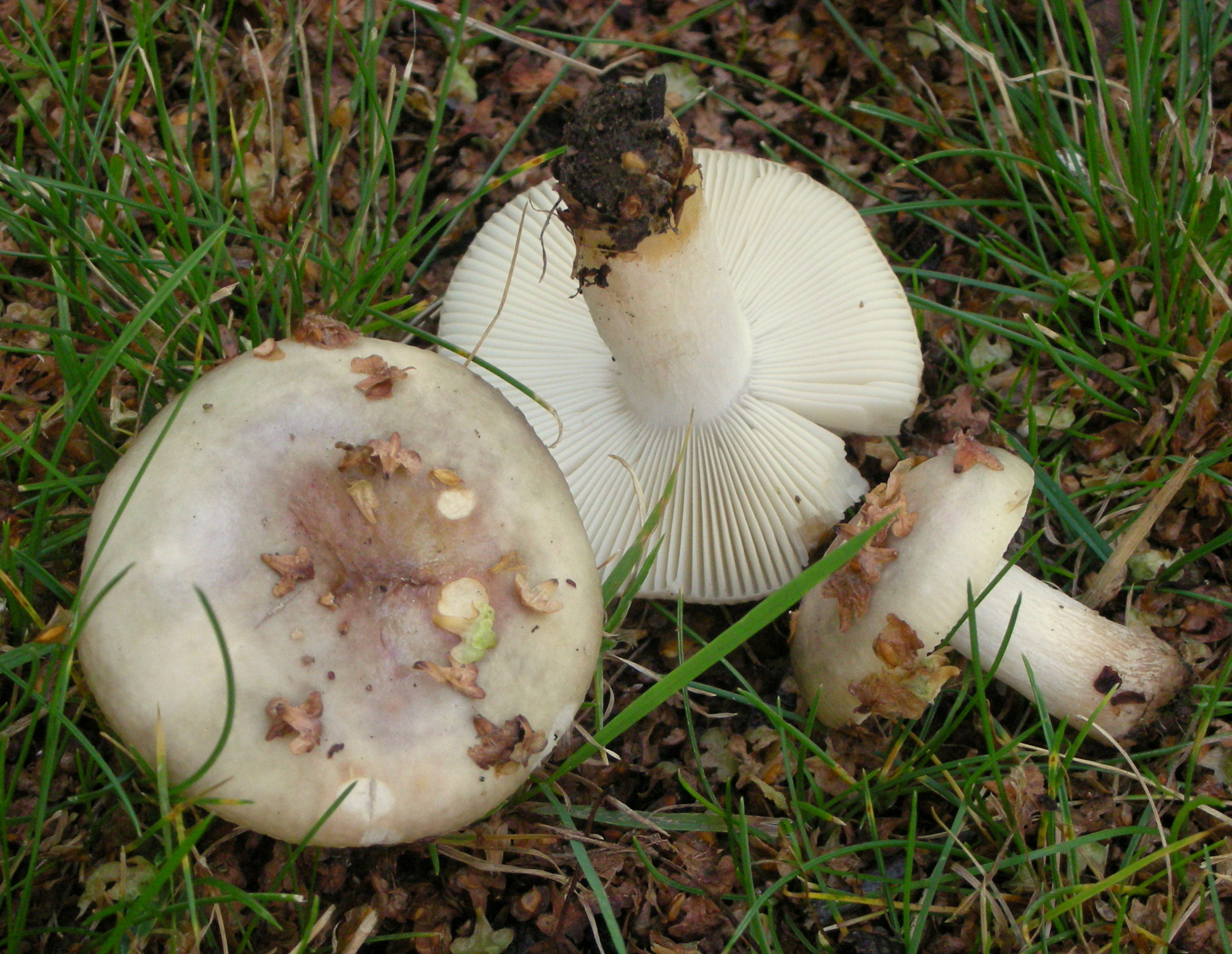
Gołąbek różnobarwny
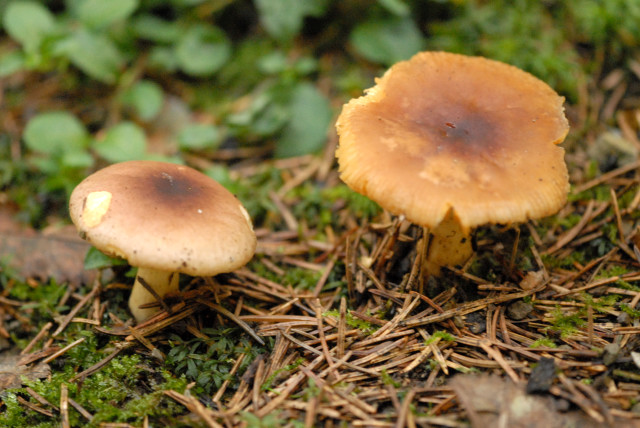
Gołąbek skromny
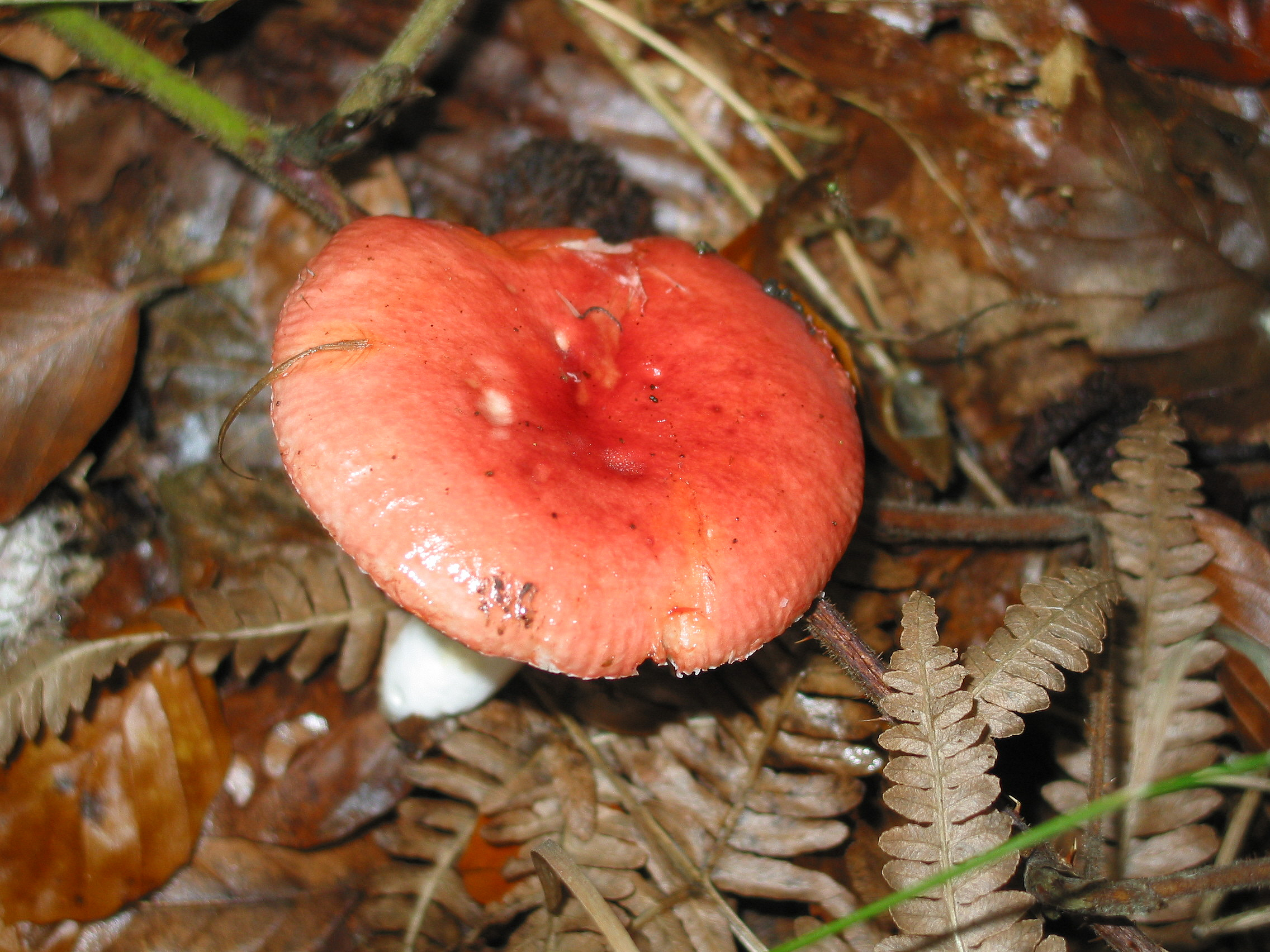
Gołąbek śliczny
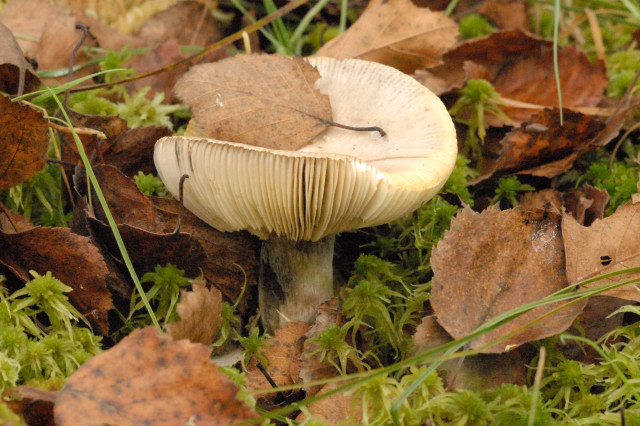
Gołąbek torfowcolubny
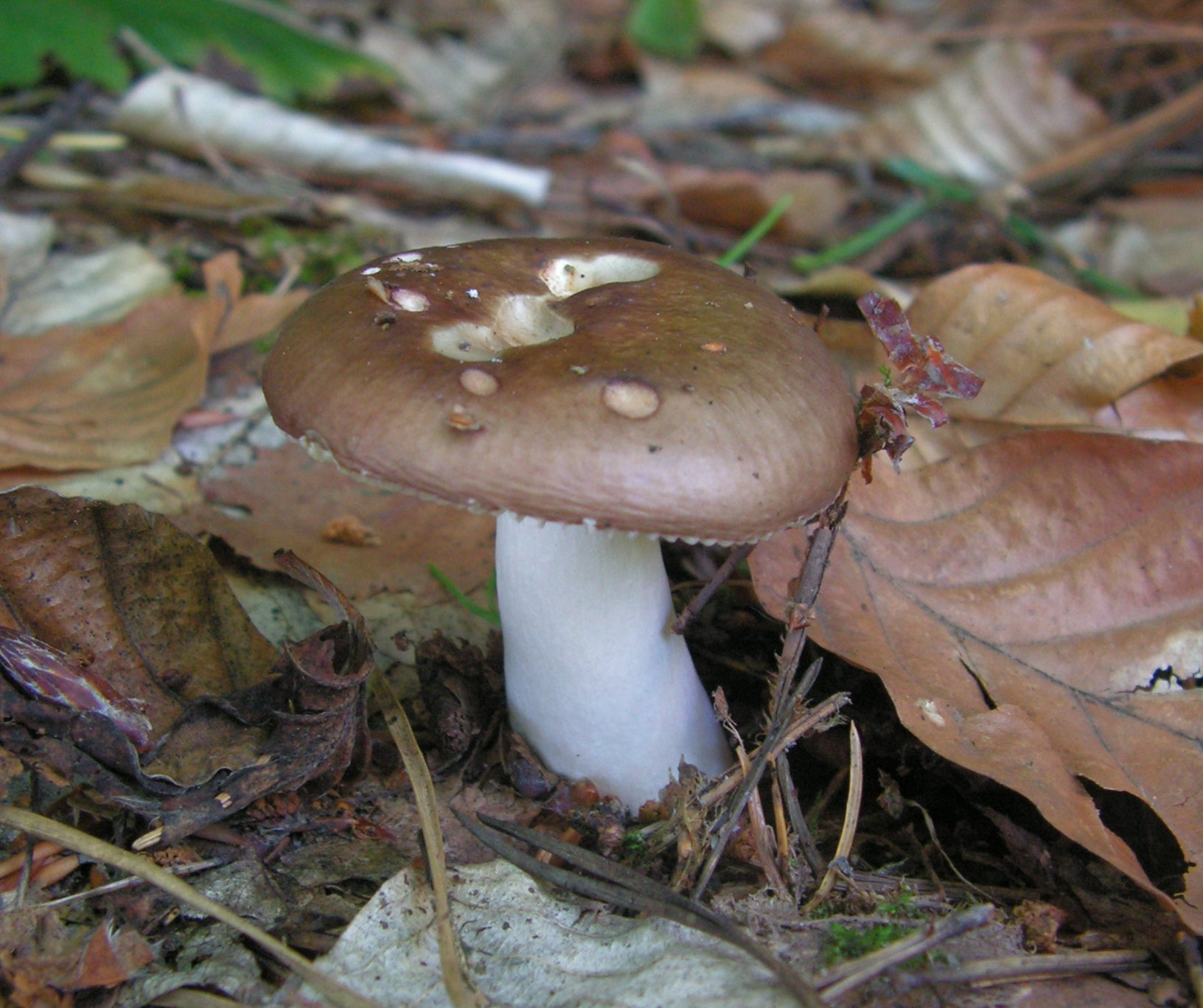
Gołąbek słodkawy
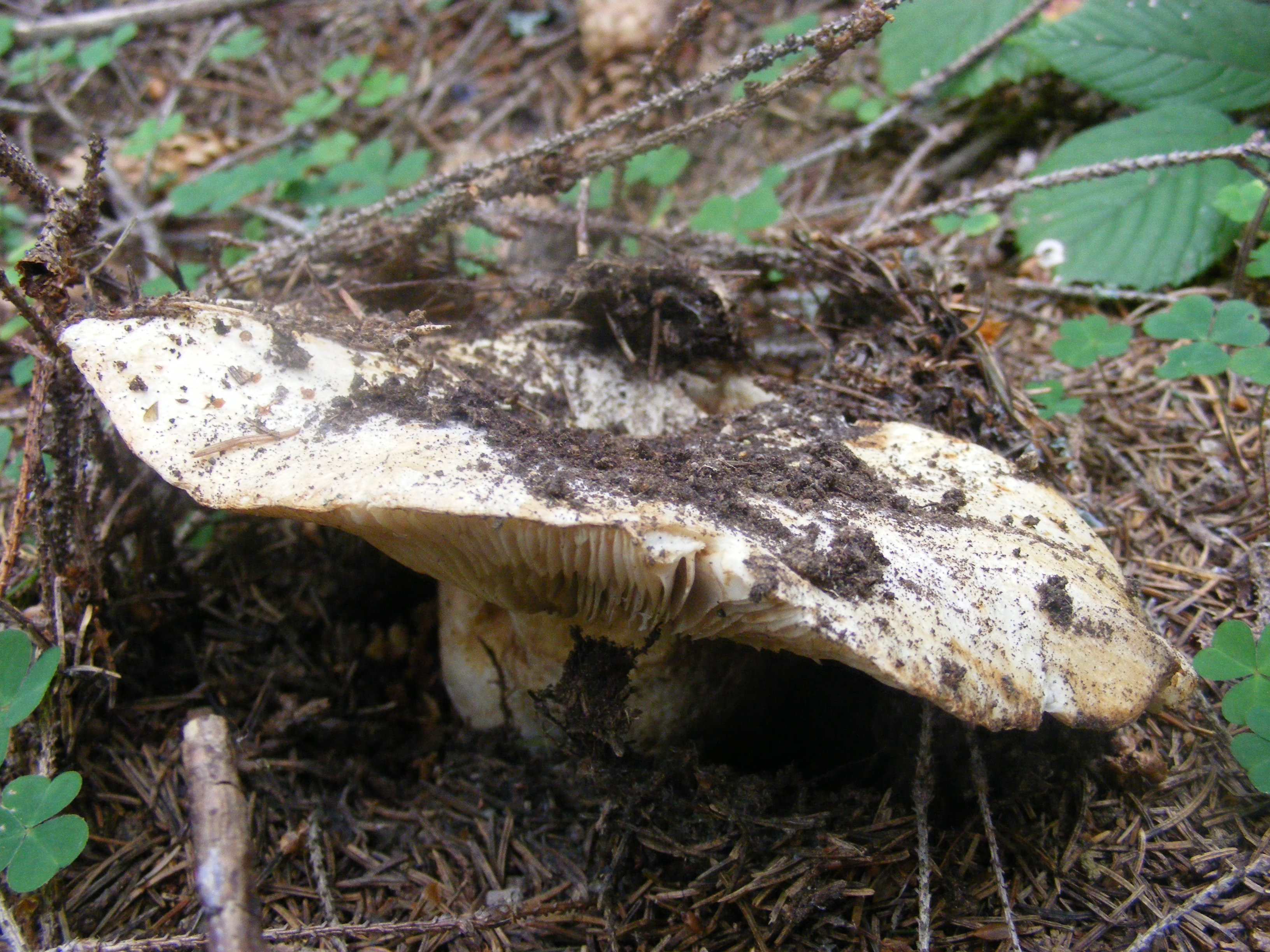
Gołąbek smaczny
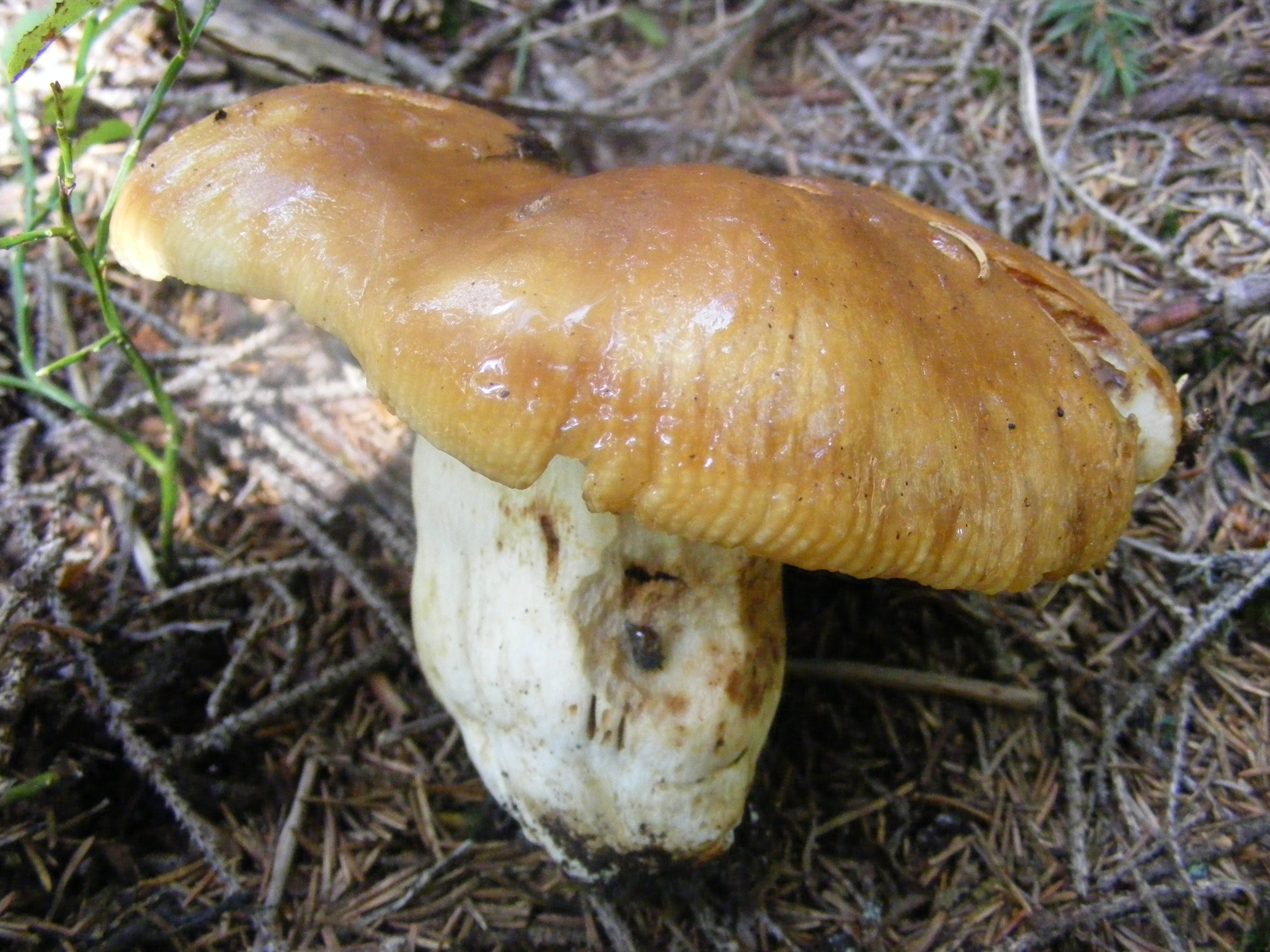
Gołąbek śmierdzący
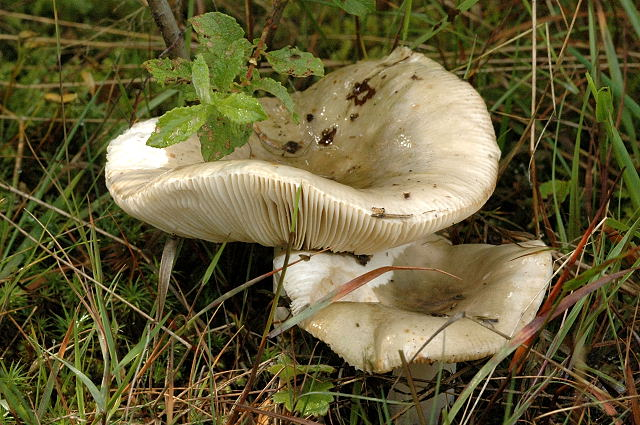
Gołąbek szary
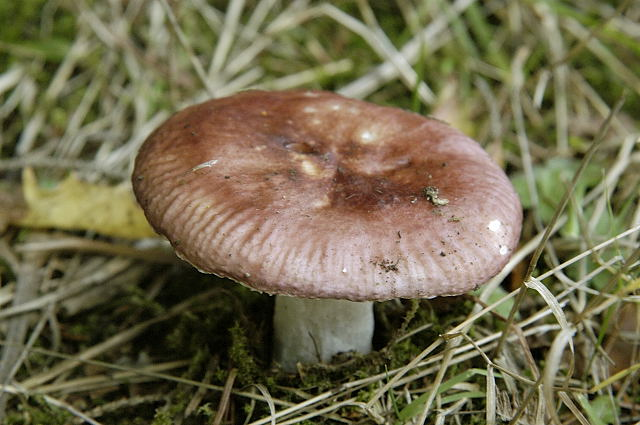
Gołąbek turecki
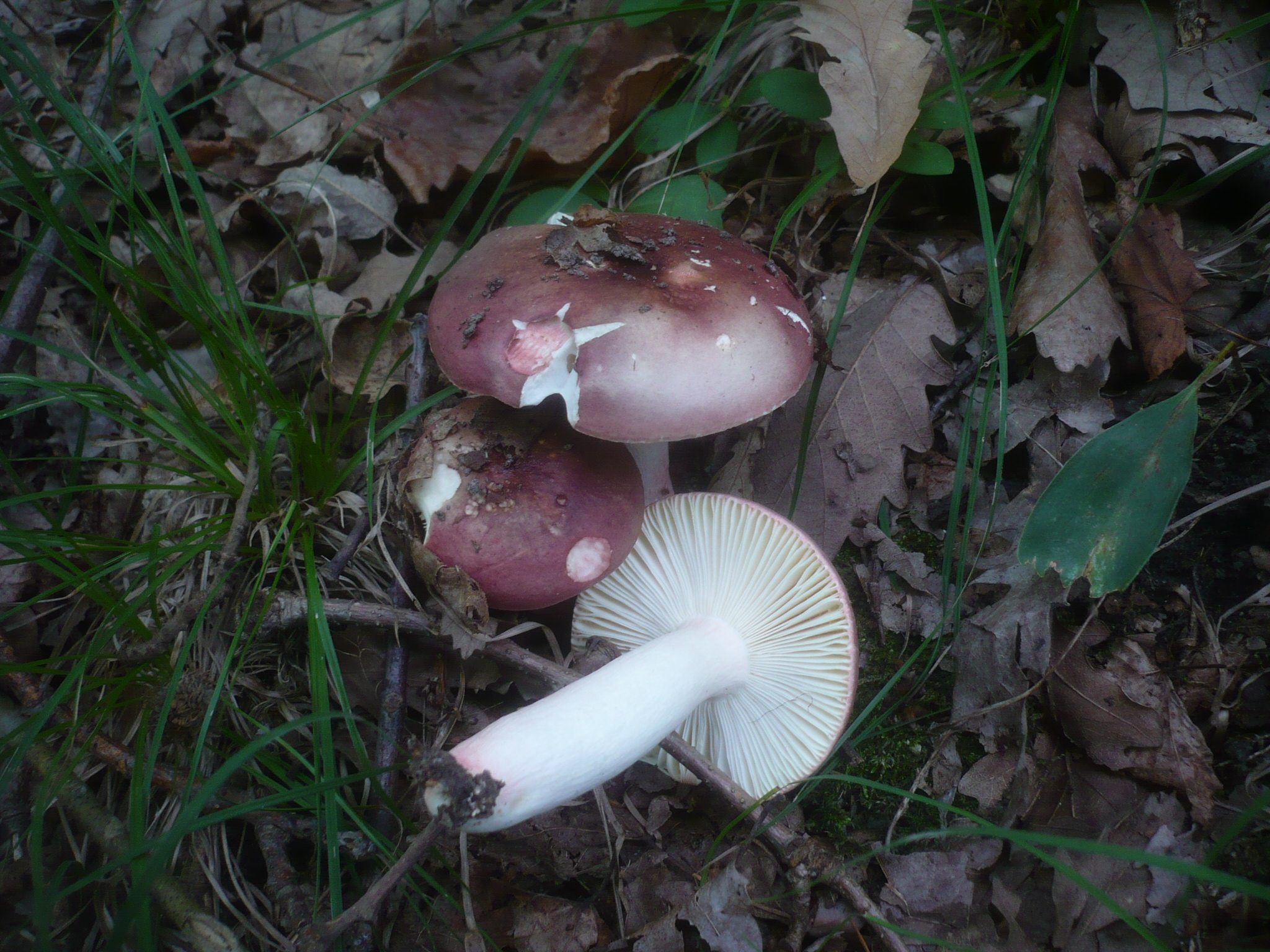
Gołąbek winnobrązowy
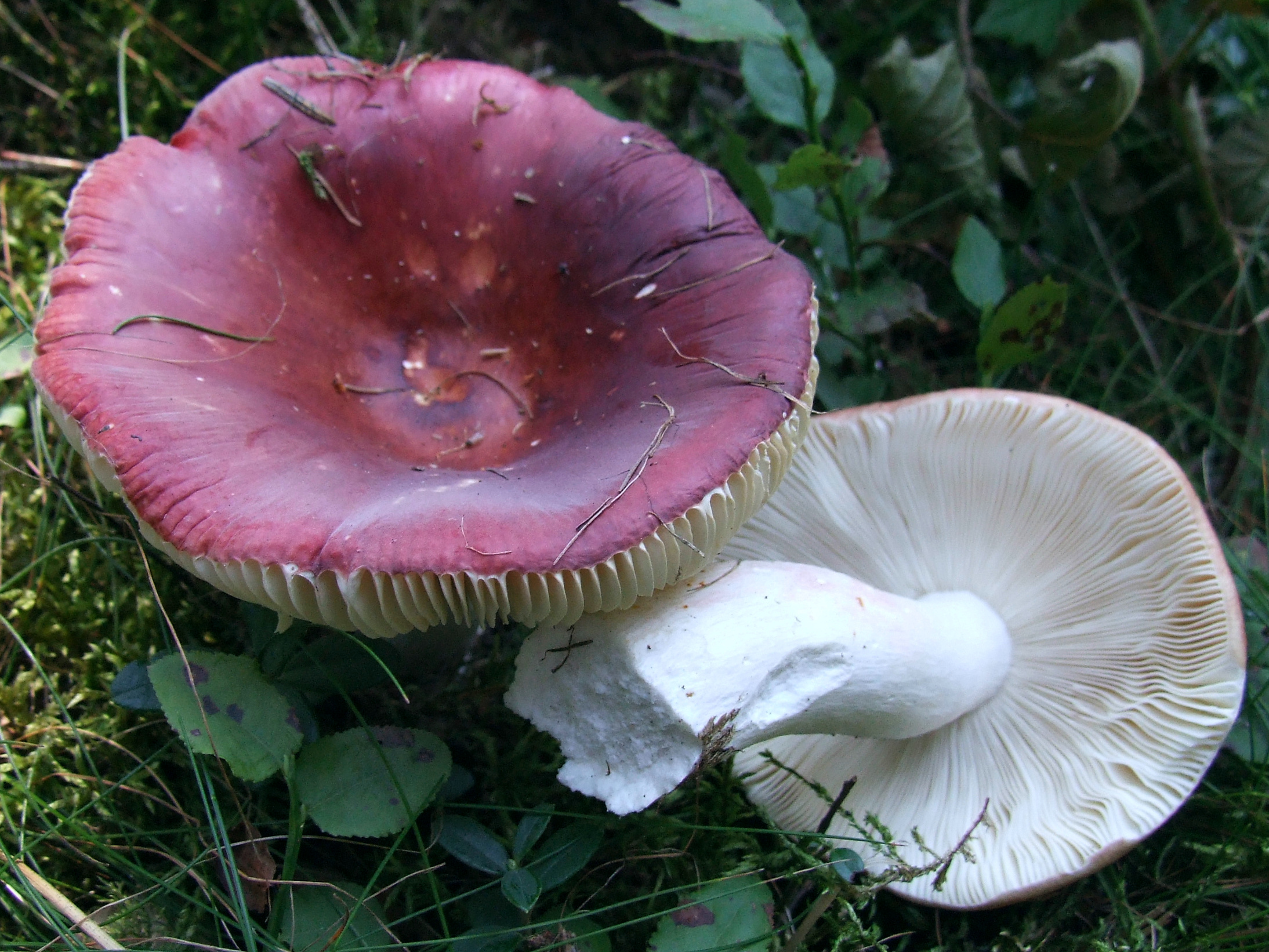
Gołąbek winnoczerwony
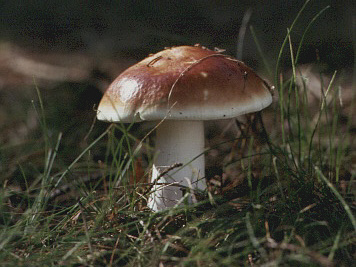
Gołąbek wyborny
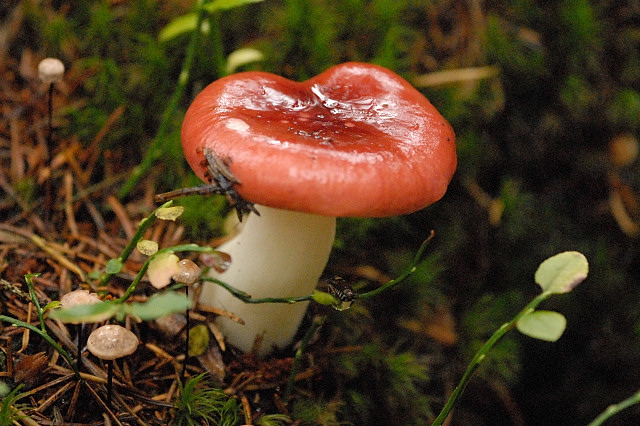
Gołąbek wymiotny
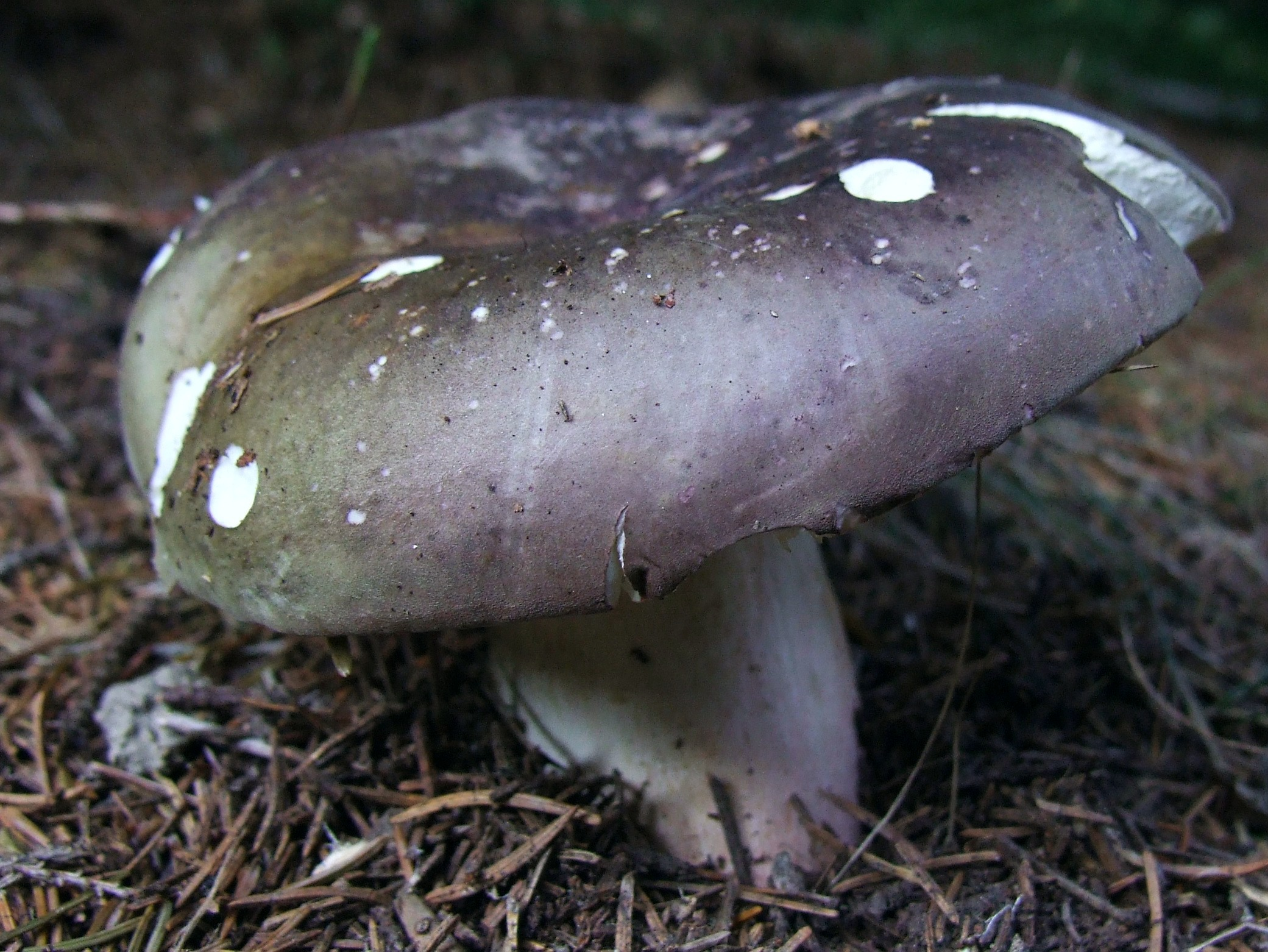
Gołąbek zielonawofioletowy
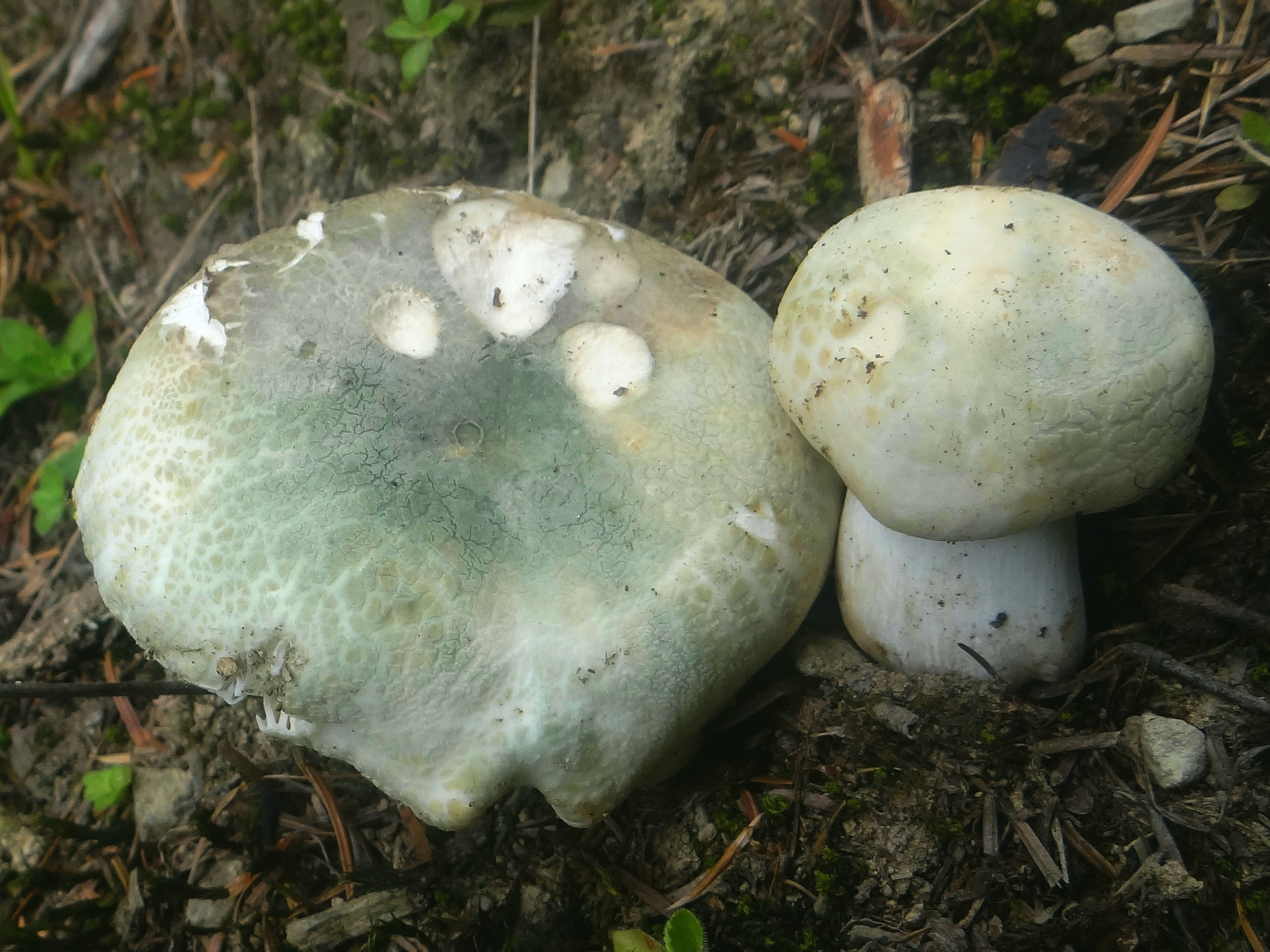
Gołąbek zielonawy
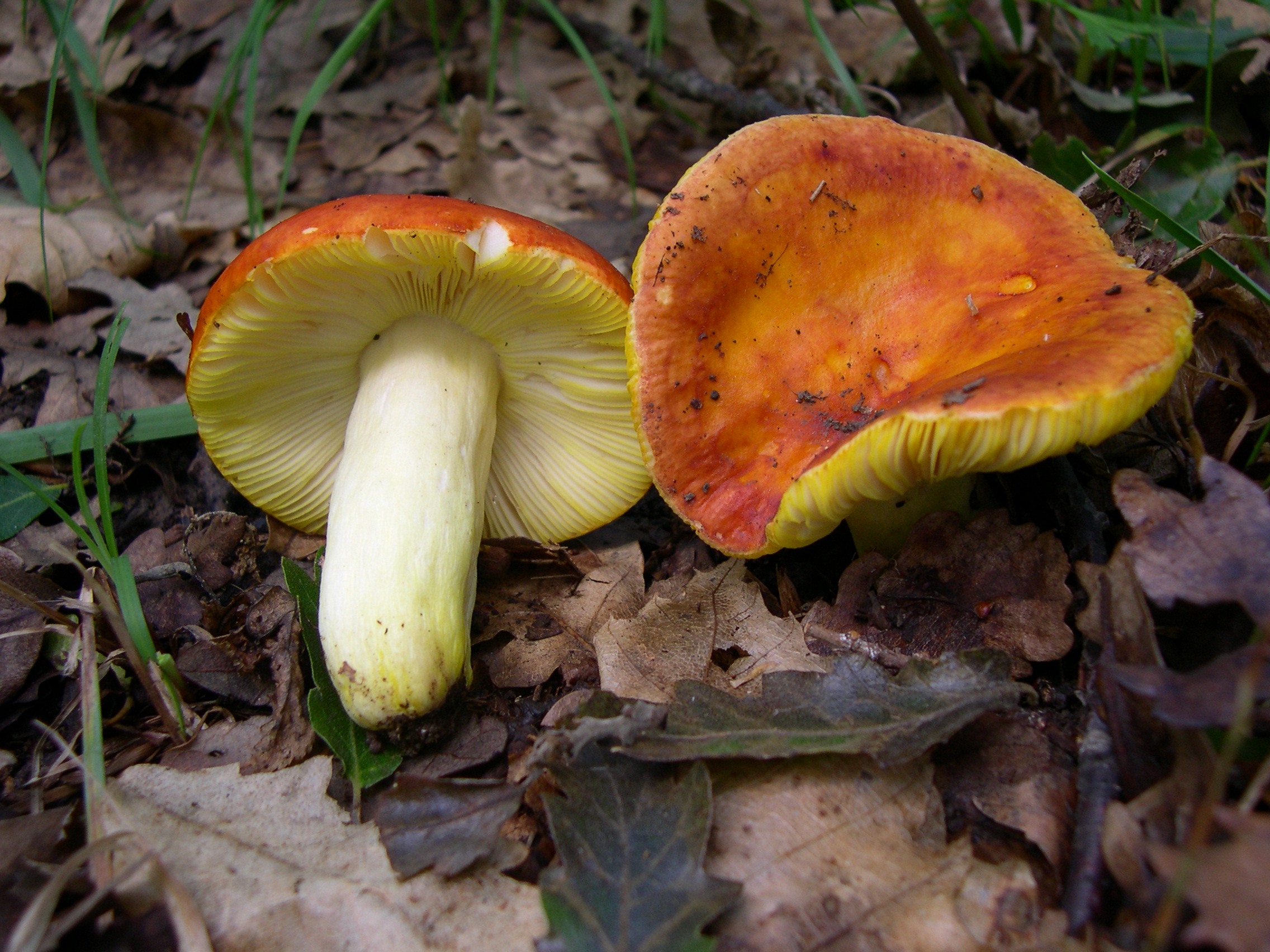
Gołąbek złotawy
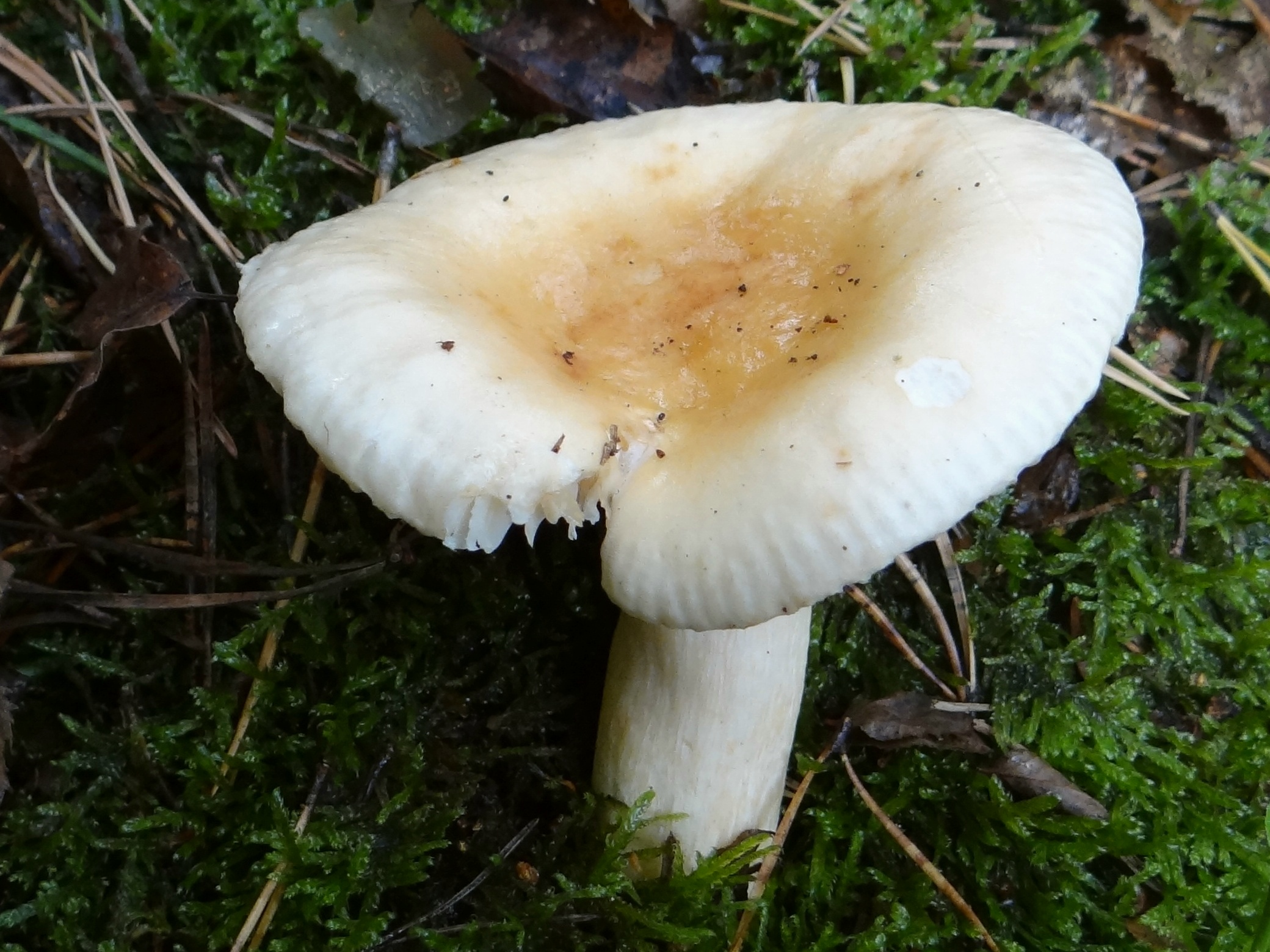
Gołąbek żółciowy